# 역사

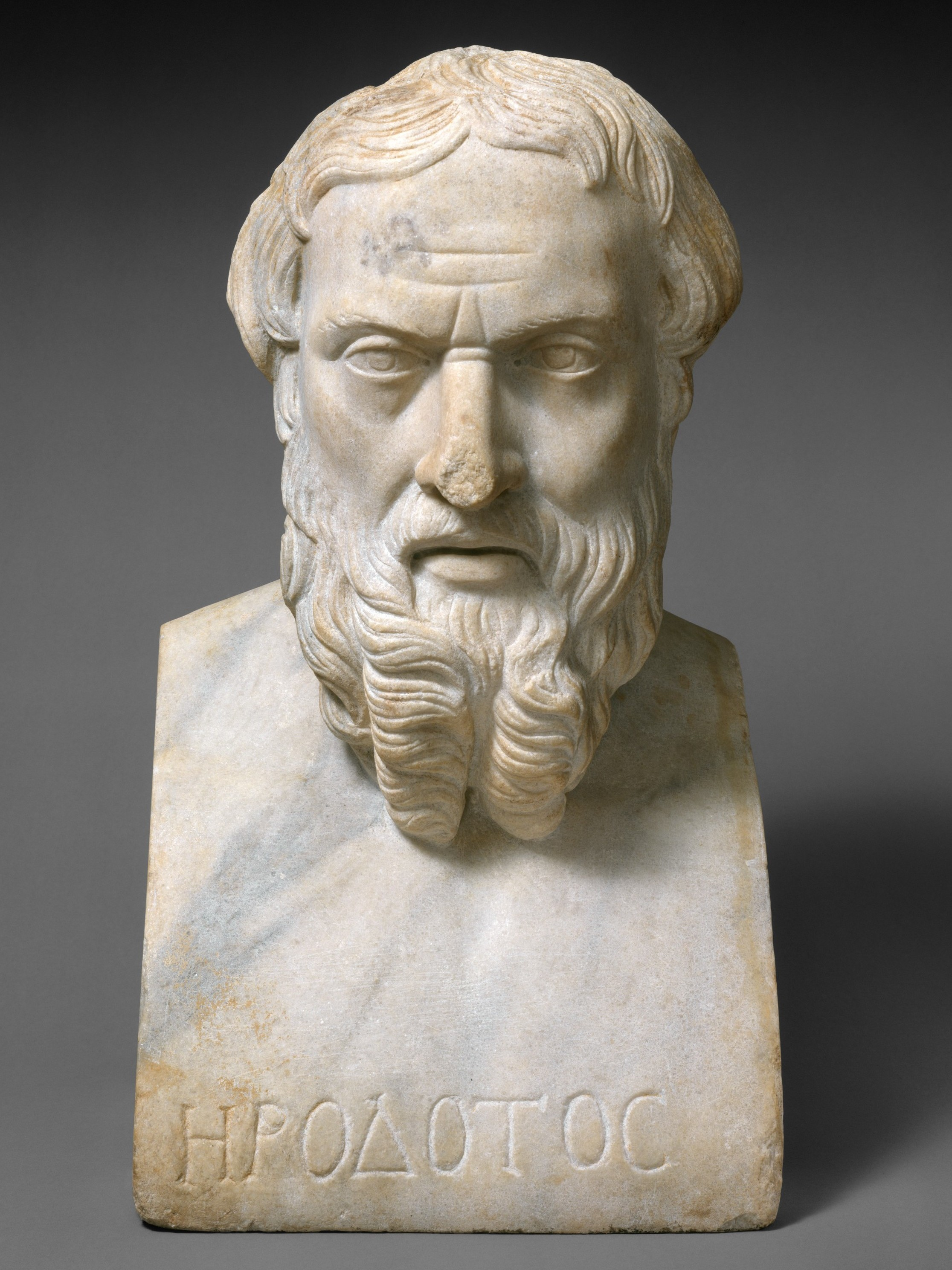
서양에서 종종 "역사의 아버지"로 여겨지는 헤로도토스의 두상 (기원전 484년경 – 기원전 425년경)

역사(歷史, 영어: history)는 인류 사회의 변천과 흥망의 과정, 지난 시대에 남긴 기록물, 그리고 이를 연구하는 학문 분야 등을 가리킨다. 또한 인간이 거쳐온 모습이나 인간 행위로 일어난 사실을 말하는 단어로도 쓴다. 학문으로서 역사는 증거를 분석하고 해석하여 일어난 일에 대한 이야기를 구성하고, 그것이 왜 어떻게 일어났는지 설명한다. 일부 이론가들은 역사를 사회과학으로 분류하는 반면, 다른 이론가들은 역사를 인문학의 일부로 보거나 하이브리드 학문으로 간주한다. 역사의 목적에 대해서도 비슷한 논쟁이 있는데, 예를 들어 주요 목표가 진리를 밝히는 이론적인 것인지, 아니면 과거로부터 교훈을 얻는 실용적인 것인지 등이 있다. 더 넓은 의미에서 역사라는 용어는 학문 분야가 아닌 과거 그 자체, 과거의 시간, 또는 과거에 대한 개별 텍스트를 의미한다.
역사 연구는 과거 사건을 재구성하고 해석을 검증하기 위해 1차 자료와 2차 자료에 의존한다. 사료 비판은 이 자료들의 진정성, 내용, 신뢰성을 평가하는 데 사용된다. 역사가들은 여러 자료의 관점을 통합하여 일관된 이야기를 개발하려고 노력한다. 실증주의, 아날학파, 마르크스주의, 포스트모더니즘과 같은 다양한 사상 학파는 각기 다른 방법론적 접근 방식을 가지고 있다.
역사는 다양한 분야를 포괄하는 넓은 학문이다. 일부는 특정 시간대에 초점을 맞추는데, 예를 들어 고대사가 있고, 다른 일부는 특정 지리적 지역에 집중하는데, 예를 들어 아프리카의 역사가 있다. 주제별 분류에는 정치사, 군사사, 사회사, 경제사가 포함된다. 특정 연구 방법 및 자료와 관련된 분야로는 양적 역사, 비교역사학, 구술 역사가 있다.
역사는 고대에 신화가 섞인 이야기를 대체하는 탐구 분야로 등장했으며, 영향력 있는 초기 전통은 고대 그리스, 고대 중국, 그리고 나중에는 이슬람 세계에서 유래했다. 역사 기록은 시대에 따라 진화했으며, 특히 19세기에 엄격한 방법론과 다양한 학술 기관이 설립되면서 더욱 전문화되었다. 역사는 역사학, 철학, 교육, 정치를 포함한 많은 분야와 관련되어 있다.

## 어원
영어의 “히스토리"(history)는 고대 그리스어의 "히스토리아"(ἱστορία), “알다”·“보다”의 뜻에서 유래했다. 이는 원시 인도유럽어의 *wid-tor-에서 나온 말로, "알다", "보다"를 뜻하는 *weid-에서 유래했다. 이 어근은 영어의 wit, wise, wisdom, vision, idea, 산스크리트어의 베다(veda), 슬라브어의 videti, vedati 등에 남아있다. (wid-tor-와 weid 앞에 붙은 별표는 확정된 정설이 아닌 가설에 따른다는 의미다.)
고대 그리스어 ἱστορία(historia)는 “조사와 탐문을 통해 얻은 지식”이라는 뜻으로 아리스토텔레스가 그의 저서 《Περί Τά Ζωα Ιστορία》(Peri Ta Zoa Istória, 라틴어 역어: Historia Animalium)에서 사용하였다.
이 낱말은 현자(賢者), 증언자, 혹은 판관을 뜻하는 ἵστωρ(hístōr)에서 유래했다. 이 말은 호메로스의 시, 헤라클레이토스, 아테네 젊은이들의 선서, 보이오티아의 비문(법적인 의미로 "판관", "증인" 혹은 비슷한 것을 지칭하는 말이었다) 있다. "조사하다"는 뜻의 historeîn은 이오니아 그리스어의 파생어로서, 고전기 그리스에서 처음으로 퍼져서 나중에는 헬레니즘 문명 전체로 퍼졌다.
그리스어에서 이 말의 맥락은 16세기 말 프랜시스 베이컨이 "자연사"에 대해 쓸 때도 여전히 등장한다. 그는 historia를 "시공간에 따른 어떤 사물에 대한 지식"으로, 기억에 따른 지식이라는 의미로 썼다.(반면 과학은 추론, 시는 환상에 따른 것이다)
1390년 영어에도 이 낱말이 "사건들의 연관, 이야기"를 뜻하는 말로 나타난다. 중세 영어에서 이 말은 일반적으로 "이야기"를 뜻했다. 그러다가 15세기 말에 이르면 "과거 사건의 기록"으로 의미가 좁아진다. 독일어, 프랑스어, 다른 게르만어나 로망스어에서도 "역사(history)"와 "이야기(story)"를 의미하는 데 같은 낱말이 쓰인다. 형용사 'historical'은 1661년에, 'historic'은 1669년에 기록으로 확인할 수 있다. "역사 연구자"를 뜻하는 'historian'은 1531년에 등장한다. 모든 유럽 언어에서 역사를 뜻하는 명사들은 용례상 "사람에게 일어난 일"과 "과거에 대한 학문적인 연구"를 둘 다 의미하고 있다. 영어에서 후자의 의미로는 대문자를 써서 "History"라고 쓰거나, "역사서술 (historiography)"라고 쓰기도 한다.
한자어 역사(歷史)는 근대 이후의 'history'에 대한 번역이며, 동아시아의 역사를 의미하는 '史(사)'는 원래는 '기록하는 사람'의 의미로, 사마천의 《사기》(史記)에서 유래하였다.

## 정의
학문으로서 역사는 주로 인간의 과거에 초점을 맞춰 과거를 연구하는 학문이다. 역사는 증거를 수집하고 분석하여 일어난 일을 개념화하고 묘사하여 이야기를 구성한다. 이러한 이야기는 사건이 시간에 따라 어떻게 발전했는지뿐만 아니라 왜 일어났는지, 어떤 맥락에서 일어났는지 다루며 관련 배경 조건과 인과적 메커니즘을 설명한다. 역사는 또한 역사적 사건의 의미와 그 이면에 있는 인간의 동기를 탐구한다.
약간 다른 의미에서 역사는 과거의 사건 그 자체를 지칭한다. 이러한 해석에서 역사는 무엇이 일어났는지를 연구하는 학문 분야라기보다는 실제로 일어난 일이다. 가산명사로 사용될 때, 역사는 역사 텍스트 형태의 과거에 대한 표현이다. 역사 텍스트는 능동적인 해석과 재구성을 포함하는 문화적 산물이다. 그 안에 제시된 이야기는 역사가들이 새로운 증거를 발견하거나 이미 알려진 자료를 재해석함에 따라 달라질 수 있다. 반면 과거 그 자체는 고정되어 있으며 변하지 않는다. 일부 역사가들은 해석 및 설명 측면에 초점을 맞춰 역사를 연대기와 구별하는데, 연대기는 사건을 시간 순서대로만 나열하지만, 역사는 그 원인, 맥락, 결과를 포괄적으로 이해하는 것을 목표로 한다고 주장한다.
역사는 주로 서면 문서와 관련이 있었다. 역사는 문자의 발명 이래로 역사 시대에 초점을 맞춰 왔으며, 선사 시대는 고고학과 같은 다른 분야에 맡겼다. 20세기에는 역사가들이 문자의 발명 이전의 인간의 과거에 관심을 갖게 되면서 그 범위가 넓어졌다.
역사가들은 역사가 사회과학인지 아니면 인문학의 일부인지에 대해 논쟁한다. 사회과학자들처럼 역사가들은 가설을 세우고, 객관적인 증거를 수집하며, 이 증거를 바탕으로 주장을 제시한다. 동시에 역사는 해석, 스토리텔링, 인간 경험, 문화유산과 관련된 주관적인 측면에 의존하기 때문에 인문학과 밀접하게 연관되어 있다. 일부 역사가들은 한쪽 분류를 강력히 지지하는 반면, 다른 역사가들은 역사를 어느 한 범주에만 속하지 않는 하이브리드 학문으로 특징짓는다. 역사는 유사역사학과 대조된다. 유사역사학은 논쟁의 여지가 있는 역사적 증거에 의존하거나, 진정한 증거를 선택적으로 무시하거나, 다른 수단을 사용하여 역사적 기록을 왜곡함으로써 역사학적 기준에서 벗어나는 관행을 설명하는 데 사용되는 용어이다. 종종 특정 이념적 의제에 의해 동기가 부여된 유사역사적 관행은 역사적 방법론을 모방하여 엄격한 분석과 학술적 합의가 결여된 편향적이고 오해의 소지가 있는 이야기를 조장한다.

### 목적
역사의 목적이나 가치에 대한 다양한 제안이 있었다. 일부 역사가들은 역사의 주요 기능이 과거에 대한 진리의 순수한 발견이라고 주장한다. 이 견해는 진리에 대한 무관심한 추구가 그 자체로 목적이며, 이념이나 정치와 관련된 외부적 목적은 과거를 왜곡함으로써 역사 연구의 정확성을 훼손할 수 있다고 강조한다. 이러한 역할에서 역사는 또한 사실적 근거가 부족한 전통적인 신화에 도전한다.
다른 관점은 역사의 주요 가치가 현재를 위한 교훈에 있다고 제안한다. 이 견해는 과거에 대한 이해가 의사결정을 안내할 수 있다는 생각에 기반하며, 예를 들어 이전 실수를 반복하지 않도록 돕는다는 것이다. 관련 관점은 인간의 조건에 대한 일반적인 이해에 초점을 맞춰, 사람들이 다른 맥락에서 인간 행동의 다양성을 알게 하는 것이다—이는 외국을 방문하여 배울 수 있는 것과 유사하다. 역사는 또한 공유된 과거를 통해 사람들에게 집단적 정체성을 제공함으로써 사회적 통합을 촉진하고, 문화유산과 가치를 세대에 걸쳐 보존하고 가꿀 수 있도록 돕는다. 휘그 역사가와 마르크스주의 학자인 에드워드 핼릿 카를 포함한 일부 학자들에게 역사는 현재를 이해하는 열쇠이며 카의 경우에는 미래를 형성하는 것이기도 하다.
역사는 때때로 정치적 또는 이념적 목적으로 사용되기도 했다. 예를 들어 특정 전통의 존경심을 강조하여 현상 유지를 정당화하거나, 과거의 불의를 부각시켜 변화를 촉진하는 데 사용되었다. 극단적인 형태로는 증거를 의도적으로 무시하거나 오해하여 오해의 소지가 있는 이야기를 구성하는데, 이는 유사역사학이나 역사 왜곡으로 이어질 수 있다. 대표적인 예로는 홀로코스트 부정, 아르메니아 집단학살 부정, 난징 대학살 부인론, 홀로도모르 부정 등이 있다.

### 어원

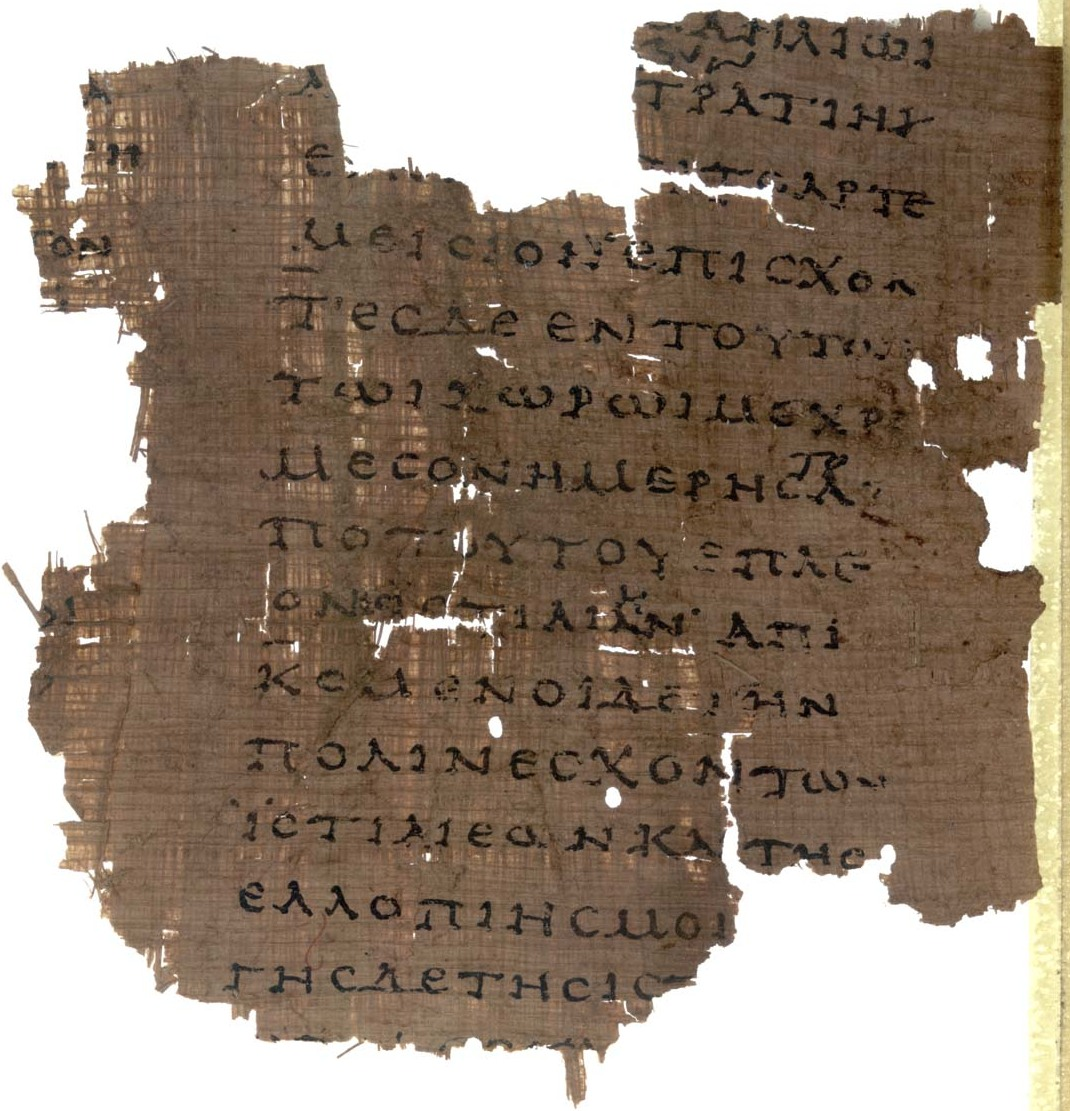
헤로도토스의 역사의 한 단편, 고대 그리스 역사 텍스트

역사라는 단어는 고대 그리스어 ἵστωρ (histōr)에서 유래했으며, '학식 있는, 현명한 사람'이라는 뜻이다. 이 단어에서 고대 그리스어 ἱστορία (historiā)가 파생되었는데, 이는 일반적으로 탐구 및 증언과 관련된 넓은 의미를 가졌다. 이 용어는 나중에 고전 라틴어로 historia로 채택되었다. 헬레니즘 문명 및 로마 제국 시대에는 이 용어의 의미가 바뀌어 조사와 증언보다는 이야기적 측면과 표현의 기술에 더 중점을 두게 되었다.
이 단어는 14세기에 고대 프랑스어 histoire를 통해 중세 영어로 유입되었다. 이 시기에는 사실과 허구를 모두 포함하는 '이야기, 설화'를 의미했다. 15세기에는 그 의미가 과거에 대한 이야기뿐만 아니라 과거를 연구하는 지식 분야로 확장되었다. 18세기와 19세기에는 역사라는 단어가 사실적 기록과 증거 기반 탐구와 더 밀접하게 연관되었는데, 이는 역사 탐구의 전문화와 일치하며, 현대 사용에서도 여전히 지배적인 의미이다. 단순한 이야기와 과거의 사실적 기록을 모두 지칭하는 이중적 의미는 다른 많은 유럽 언어에서도 찾아볼 수 있다. 여기에는 프랑스어 histoire, 이탈리아어 storia, 독일어 Geschichte가 포함된다.

## 방법론
역사적 방법은 역사가들이 과거를 연구하고 해석하기 위해 사용하는 일련의 기술로, 증거를 수집, 평가, 통합하는 과정을 포함한다. 이는 역사적 증거가 선택, 분석, 해석되는 방식에 있어 학술적 엄격성, 정확성, 신뢰성을 보장하고자 한다. 역사 연구는 종종 탐구의 범위를 정의하기 위한 연구 질문으로 시작된다. 일부 연구 질문은 일어난 일의 단순한 묘사에 초점을 맞춘다. 다른 질문들은 특정 사건이 왜 발생했는지 설명하거나, 기존 이론을 반박하거나, 새로운 가설을 확인하는 것을 목표로 한다.

### 자료와 사료 비판
연구 질문에 답하기 위해 역사가들은 과거를 재구성하고 결론을 뒷받침하기 위해 다양한 유형의 증거에 의존한다. 역사적 증거는 일반적으로 1차 자료와 2차 자료로 나뉜다. 1차 자료는 연구 대상 기간에 생성된 자료이다. 1차 자료는 공식 문서, 편지, 일기, 목격자 진술, 사진, 오디오 또는 비디오 녹음과 같은 다양한 형태를 취할 수 있다. 또한 고고학, 지질학, 의료 과학에서 조사되는 역사적 유물, 예를 들어 유적에서 발굴된 유물과 화석도 포함된다. 1차 자료는 역사적 사건에 대한 가장 직접적인 증거를 제공한다.

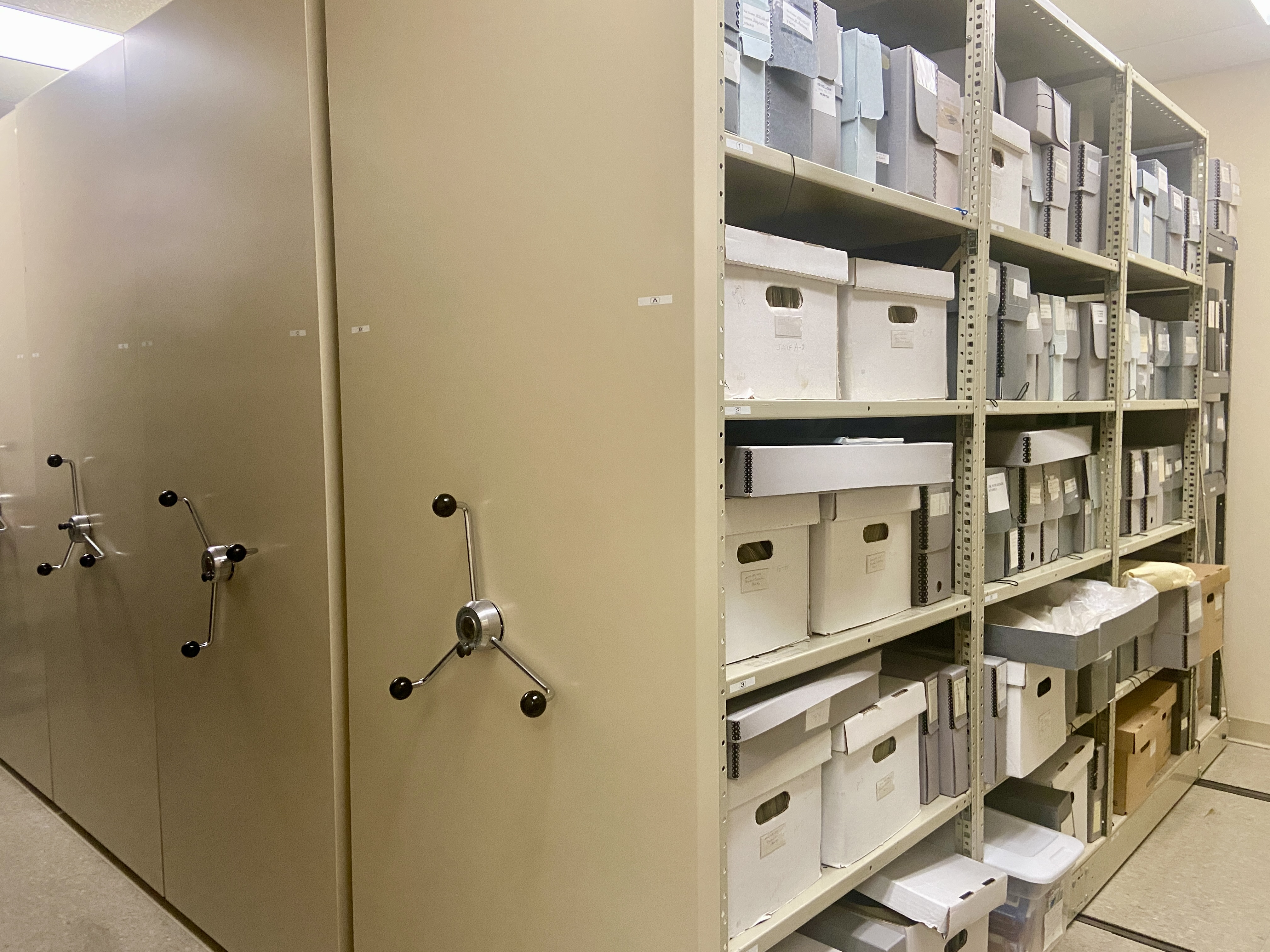
아카이브는 연구자들이 접근할 수 있도록 많은 양의 원본 자료를 보존한다.

2차 자료는 다른 자료에서 발견된 정보를 분석하거나 해석하는 자료이다. 어떤 문서가 1차 자료인지 2차 자료인지는 문서 자체뿐만 아니라 사용 목적에 따라 달라진다. 예를 들어, 어떤 역사학자가 역사 문헌 분석을 바탕으로 노예 제도에 대한 텍스트를 작성한다면, 그 텍스트는 노예 제도에 대한 2차 자료이자 해당 역사학자의 의견에 대한 1차 자료가 된다. 가용한 자료와의 일관성은 역사 작업의 주요 기준 중 하나이다. 예를 들어, 새로운 자료의 발견은 역사가들이 이전에 받아들여졌던 이야기를 수정하거나 기각하도록 이끌 수 있다. 1차 및 2차 자료를 찾고 접근하기 위해 역사가들은 아카이브, 도서관, 박물관을 참고한다. 아카이브는 수많은 원본 자료를 보존하고 연구자들이 체계적이고 접근 가능한 방식으로 이용할 수 있도록 함으로써 중심적인 역할을 한다. 기술 발전 덕분에 역사가들은 점점 더 온라인 자료에 의존하는데, 이는 특정 문서를 검색하고 접근할 수 있는 방법을 제공하는 방대한 디지털 데이터베이스를 제공한다.
사료 비판은 자료가 제공하는 정보를 분석하고 평가하는 과정이다. 일반적으로 이 과정은 자료의 진정성을 평가하는 외부 비판으로 시작된다. 이는 자료가 언제 어디서 생성되었는지에 대한 질문을 다루고, 저자를 식별하고, 자료를 생산한 이유를 이해하며, 생성 이후 어떤 종류의 수정이 있었는지 판단하려고 한다. 또한 이 과정은 원본 작품, 사본, 기만적인 위조품을 구별하는 것을 포함한다.
내부 비판은 자료의 내용을 평가하며, 일반적으로 자료 내 의미를 명확히 하는 것에서 시작된다. 이는 오해될 수 있는 개별 용어들을 명확히 하는 것을 포함하지만, 자료가 익숙하지 않은 언어로 작성된 경우 일반적인 번역이 필요할 수도 있다. 자료의 정보 내용이 이해되면, 내부 비판은 특히 정확성을 판단하는 데 관심이 있다. 비평가들은 정보가 신뢰할 수 있는지, 주제를 잘못 표현하는지, 그리고 자료가 포괄적인지 아니면 중요한 세부 사항을 생략하는지 질문한다. 이러한 평가를 하는 한 가지 방법은 저자가 연구된 사건에 대해 충실한 표현을 제공할 수 있었는지 여부를 원칙적으로 평가하는 것이다. 다른 접근 방식에는 저자의 의도와 편견의 영향을 평가하고, 다른 신뢰할 수 있는 자료와 정보를 교차 참조하는 것이 포함된다. 자료의 불충분함을 아는 것은 역사가들이 자료의 어떤 측면을 신뢰할지, 그리고 자료를 사용하여 이야기를 구성하는 방법을 결정하는 데 도움이 된다.

### 종합 및 사상 학파
자료의 선택, 분석, 비판을 통해 과거에 대한 대체로 독립적인 진술들이 대량으로 검증된다. 다음 단계인 역사적 종합이라고 불리는 이 단계에서 역사가들은 개별 증거 조각들이 어떻게 더 큰 이야기의 일부를 형성하는지 검토한다. 이러한 광범위한 관점을 구성하는 것은 전체 주제를 포괄적으로 이해하는 데 매우 중요하다. 이는 서로 다른 사건들이 어떻게 연결되어 있는지를 보여줌으로써 일어난 일을 재구성, 해석, 설명하는 역사 서술의 창의적인 측면이다. 이런 식으로 역사가들은 어떤 사건이 일어났는지뿐만 아니라 왜 일어났는지, 그리고 어떤 결과를 가져왔는지도 다룬다. 이러한 종합을 위한 보편적으로 받아들여지는 기술은 없지만, 역사가들은 이 과정에서 다양한 해석 도구와 접근 방식에 의존한다.

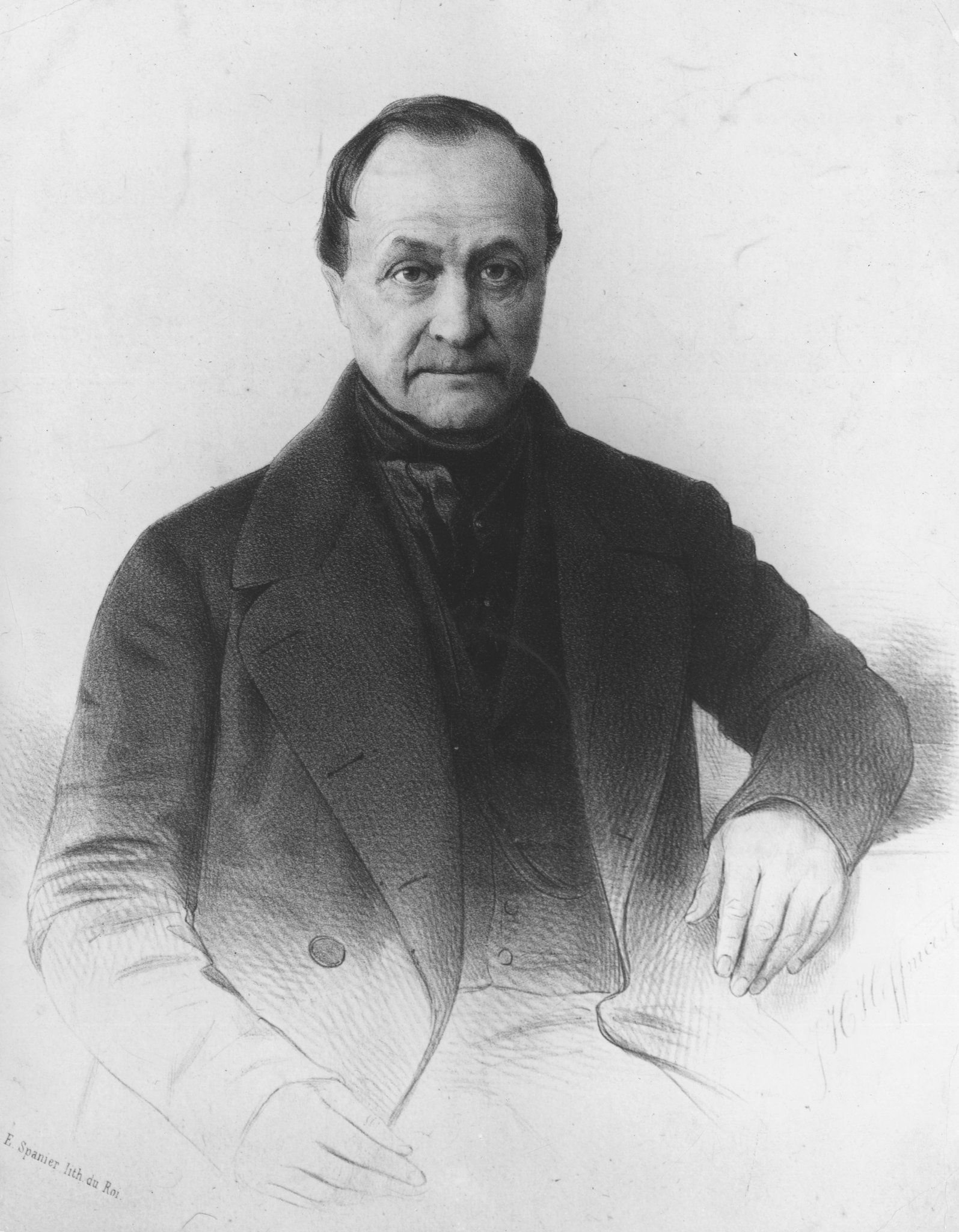
오귀스트 콩트는 실증주의를 주창하며 역사에 대한 과학 기반 접근 방식을 옹호했다.

복잡한 발전에 대한 접근 가능한 개요를 제공하는 한 가지 도구는 시대구분론의 사용이다. 이는 시간대를 다양한 시기로 나누는데, 각 시기는 해당 시대를 형성한 중심 주제나 발전을 중심으로 조직된다. 예를 들어, 세 시대 체계는 전통적으로 초기 인류 역사를 석기 시대, 청동기 시대, 철기 시대로 나누는데, 이는 이 시기 동안 지배적이었던 재료와 기술을 기반으로 한다. 또 다른 방법론적 도구는 침묵, 즉 발생했지만 중요한 증거적 흔적을 남기지 않은 역사적 기록의 공백이나 누락을 조사하는 것이다. 침묵은 당시 사람들이 너무 당연하게 여겨 기록하지 않았을 때 발생할 수 있지만, 정보를 보류하거나 파괴해야 할 특별한 이유가 있을 때도 발생할 수 있다. 반대로, 대규모 데이터베이스가 사용 가능한 경우 양적 접근 방식을 사용할 수 있다. 예를 들어, 경제 및 사회 역사가들은 대규모 집단과 관련된 패턴과 경향을 식별하기 위해 일반적으로 통계 분석을 사용한다.
다양한 사상 학파는 역사를 서술하는 방식에 대한 각자의 방법론적 함의를 수반한다. 실증주의자들은 역사 탐구의 과학적 본질을 강조하며, 경험적 증거에 초점을 맞춰 객관적 진리를 발견하고자 한다. 대조적으로 포스트모더니스트들은 단일하고 객관적인 진리를 제공한다고 주장하는 거대 서사를 거부한다. 대신, 그들은 역사적 해석의 주관적 본질을 강조하여 다양한 관점의 다양성으로 이어진다. 마르크스주의자들은 역사적 발전을 경제적 힘과 계급 투쟁의 표현으로 해석한다. 아날학파는 양적 및 학제 간 방법에 의존하면서 장기적인 사회 및 경제적 경향을 강조한다. 여성주의 역사가들은 역사 속에서의 젠더의 역할을 연구하며, 가부장적 관점에 도전하기 위해 여성의 경험을 분석하는 데 특별한 관심을 기울인다.

## 연구 분야
역사는 많은 분야를 포괄하는 넓은 탐구 분야이다. 일부 분야는 특정 기간에 초점을 맞추는 반면, 다른 분야는 특정 지리적 지역이나 특정 주제에 집중한다. 다양한 유형의 전문화는 일반적으로 결합될 수 있다. 예를 들어, 고대 이집트의 경제사에 대한 연구는 시간적, 지역적, 주제적 관점을 통합한다. 넓은 범위의 주제의 경우, 1차 자료의 양이 너무 방대하여 개별 역사가가 모두 검토하기 어려우므로, 주제의 범위를 좁히거나 2차 자료에 의존하여 광범위한 개요를 얻어야 한다.

### 시기별
연대별 구분은 광대한 역사를 더 다루기 쉬운 부분으로 조직하는 일반적인 접근 방식이다. 다양한 시기는 종종 특정 시간 프레임을 특징짓는 지배적인 주제와 이러한 발전을 시작하거나 끝낸 중요한 사건을 기반으로 정의된다. 선택된 맥락과 세부 수준에 따라 한 시기는 10년만큼 짧을 수도 있고 여러 세기보다 길 수도 있다. 전통적으로 영향력 있는 접근 방식은 인류 역사를 선사 시대, 고대사, 고전후 시대, 근세, 그리고 현대사로 나눈다. 지역과 주제에 따라 이 시기들이 포괄하는 시간대는 달라질 수 있으며, 역사가들은 완전히 다른 시대구분론을 사용할 수도 있다. 예를 들어, 중국 역사의 전통적인 시대구분론은 주요 왕조를 따르며, 아메리카의 역사에서는 선콜럼버스 시대, 식민지 시대, 탈식민지 시대로의 구분이 중심적인 역할을 한다.

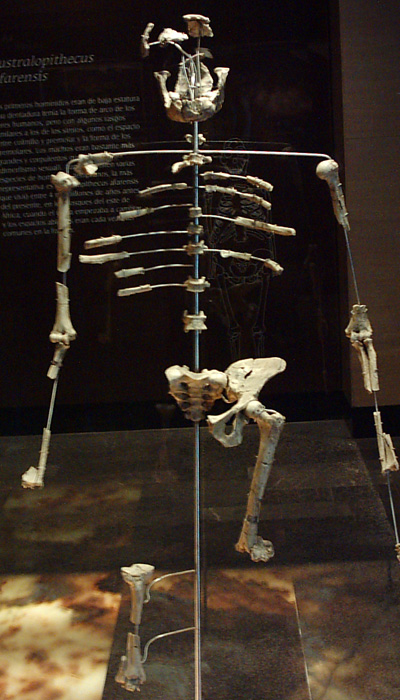
역사가들은 루시 (오스트랄로피테쿠스)와 같은 화석을 포함하여 선사 시대를 연구하기 위해 다양한 분야의 증거를 활용한다.

선사 시대 연구는 수백만 년 전 인간과 유사한 종의 진화를 조사하며, 이는 약 20만 년 전 해부학적으로 현생 인류의 출현으로 이어진다. 이후 인류는 아프리카를 벗어나 지구의 대부분을 채웠다. 선사 시대 말기에는 새로운 도구와 개선된 도구 형태의 기술 발전으로 많은 집단이 수렵 채집에 기반한 기존의 유목 생활 방식을 버리고 초기 농업에 의해 지탱되는 정착 생활을 선호하게 되었다. 이 시기의 문서화된 기록이 없다는 점은 연구자들에게 독특한 도전을 제시한다. 이는 고고학, 인류학, 고생물학, 지질학과 같은 분야의 다른 형태의 증거에 의존하는 학제 간 접근 방식을 초래한다.
고대 시대를 연구하는 역사가들은 기원전 약 3500년부터 일부 지역에서 최초의 주요 문명이 메소포타미아, 고대 이집트, 인더스 문명, 중국, 페루와 같은 지역에서 출현한 것을 조사한다. 새로운 사회적, 경제적, 정치적 복잡성으로 인해 문자 체계의 발전이 필요했다. 농업의 발전 덕분에 잉여 식량이 이들 문명이 더 많은 인구를 부양할 수 있게 했고, 이는 도시화, 무역 네트워크 구축, 그리고 지역 제국의 출현으로 이어졌다. 고대 후기, 때때로 고전 시대로 불리는 이 시기에는 중국, 인도, 페르시아, 지중해 지역의 사회들이 더욱 확장되어 새로운 문화적, 과학적, 정치적 정점에 도달했다. 한편, 힌두교, 불교, 유교, 유대교, 그리스 철학과 같은 영향력 있는 종교 체계와 철학적 사상들이 처음으로 정립되었다.
기원후 500년경 시작된 고전후 또는 중세 역사를 연구하는 역사가들은 주요 종교의 영향력 증가에 주목한다. 불교, 기독교, 이슬람교와 같은 선교 종교들은 빠르게 퍼져나가 세계 종교로 자리 잡았고, 점차 다른 신앙 체계를 대체하면서 문화적 전환점을 맞았다. 한편, 지역 간 무역 네트워크가 번성하여 기술적, 문화적 교류가 증가했다. 아시아와 유럽의 많은 영토를 정복한 몽골 제국은 13세기와 14세기 동안 지배적인 세력이 되었다.
대략 서기 1500년에 시작된 근세에 초점을 맞춘 역사가들은 유럽 국가들이 어떻게 세계적인 강국으로 부상했는지를 일반적으로 강조한다. 화약제국으로서 유럽 국가들은 세계의 많은 지역을 탐험하고 식민화했다. 그 결과 아메리카 대륙이 전 세계 네트워크에 통합되었고, 식물, 동물, 사람, 질병의 방대한 생물학적 교환을 촉발했다. 과학 혁명은 주요 발견을 촉발하고 기술 발전을 가속화했다. 이는 인본주의와 계몽시대와 같은 다른 지적 발전과 함께 세속화를 가져왔다.

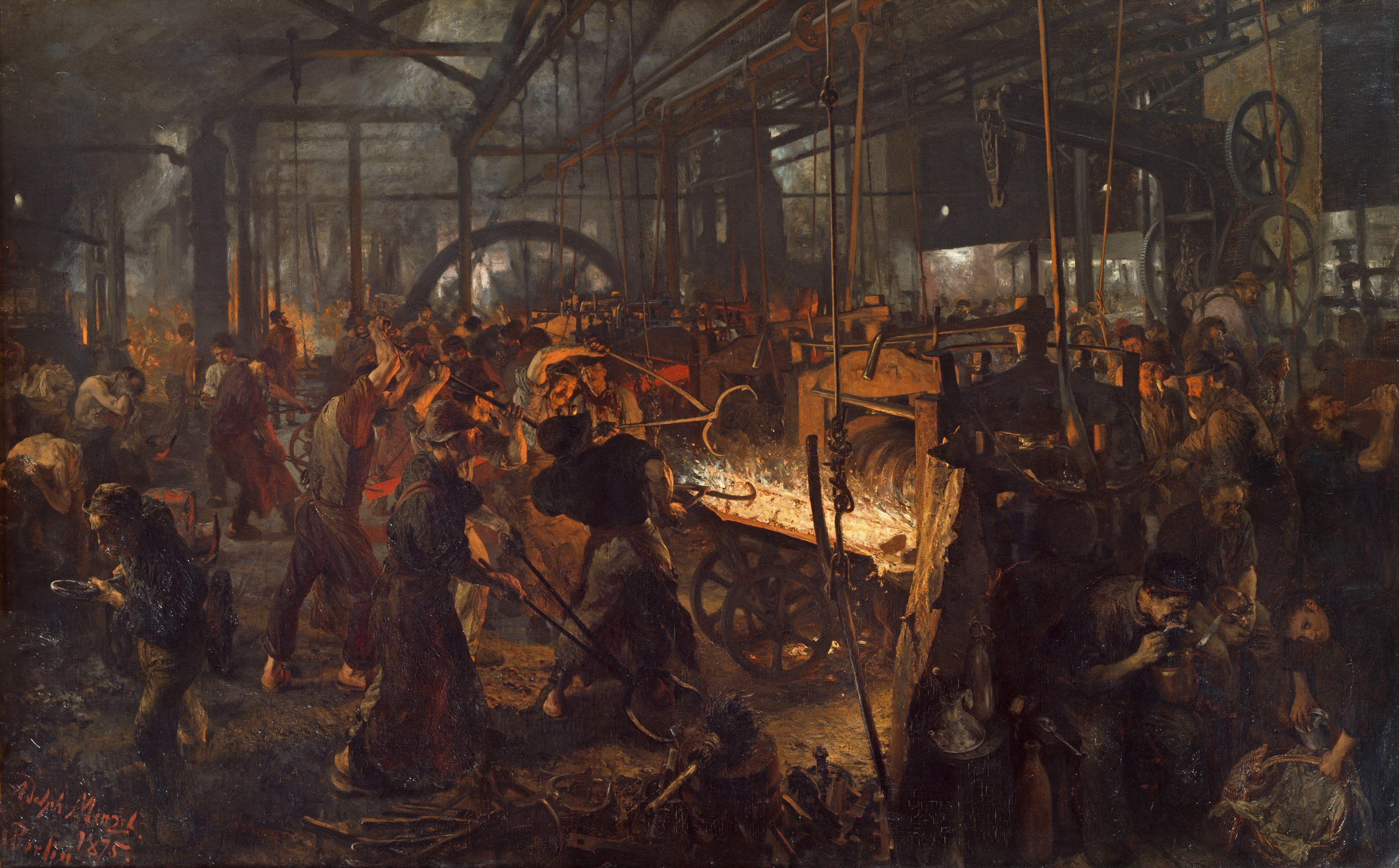
산업 혁명은 경제와 사회 생활에 지대한 영향을 미쳐, 농업 사회에서 산업 사회로의 전환을 나타냈다.

18세기 말 시작된 현대사 연구에서 역사가들은 산업 혁명이 더 효율적인 생산 방식을 도입하여 경제를 어떻게 변화시켰는지에 관심을 가진다. 서구 강대국들은 방대한 식민 제국을 건설하여 산업화된 군사 기술을 통해 우위를 점했다. 상품, 사상, 인력의 국제 교류 증가가 세계화의 시작을 알렸다. 다양한 사회 혁명은 독재적이고 식민지적인 정권에 도전하여 민주주의의 길을 열었다. 과학, 기술, 경제, 생활 수준, 인구 등 여러 분야의 발전은 전례 없는 속도로 가속화되었다. 이는 유럽의 지배력을 약화시켜 국제 권력 관계를 재조정하게 만든 두 차례의 세계 대전으로 인한 광범위한 파괴에도 불구하고 일어난 일이다.

### 지리적 위치별
역사 연구 분야는 또한 연구하는 지리적 위치에 따라 분류될 수 있다. 지리학은 식량 생산, 천연자원, 경제 활동, 정치적 경계, 문화적 상호작용에 미치는 영향을 통해 역사에서 중심적인 역할을 한다. 일부 역사적 작업은 마을이나 정착지와 같은 작은 지역으로 범위를 제한한다. 다른 작업들은 아프리카, 아시아, 유럽, 아메리카, 오세아니아의 역사와 같이 대륙 전체를 포괄하는 넓은 지역에 초점을 맞춘다.

기자 피라미드는 고대 이집트 문명의 지속적인 유산을 보여준다.

아프리카의 역사는 해부학적으로 현생 인류의 진화 연구로 시작된다. 고대 역사가들은 기원전 4천년경 고대 이집트에서 문자의 발명과 문명의 건설이 어떻게 일어났는지 설명한다. 다음 수천 년 동안 누비아, 악숨 왕국, 고대 카르타고, 가나, 말리, 송가이에서 다른 주목할 만한 문명과 왕국이 형성되었다. 이슬람은 서기 7세기부터 북아프리카 전역으로 퍼지기 시작하여 많은 제국에서 지배적인 신앙이 되었다. 한편, 사하라 횡단 무역로를 따라 무역이 활발해졌다. 15세기부터 수백만 명의 아프리카인들이 대서양 노예 무역의 일부로 노예가 되어 아메리카로 강제 이송되었다. 대륙의 대부분은 19세기 후반과 20세기 초에 유럽 강대국에 의해 식민화되었다. 아프리카 민족주의가 고조되면서 아프리카 국가들은 제2차 세계 대전 이후 점차 독립을 얻었으며, 이 시기는 경제 발전, 급격한 인구 증가, 정치적 안정화를 위한 투쟁을 겪었다.
아시아의 역사를 연구하는 역사가들은 약 10만 년 전 해부학적으로 현생 인류의 도착을 주목한다. 이들은 아시아가 문명의 요람 중 하나였으며, 기원전 4천년과 3천년경부터 메소포타미아, 인더스 계곡, 중국에서 최초의 고대 문명 중 일부가 출현한 역할을 탐구한다. 다음 수천 년 동안 아시아 대륙의 문명은 힌두교, 불교, 유교, 도교, 기독교, 이슬람교와 같은 모든 주요 세계 종교와 여러 영향력 있는 철학적 전통을 낳았다. 다른 발전으로는 유라시아 전역에 걸쳐 무역과 문화 교류를 촉진한 비단길의 건설과 몽골 제국과 같은 강력한 제국의 형성이 있었다. 유럽의 영향력은 다음 세기 동안 증가하여 현대 시대를 열었다. 이는 19세기와 20세기 초에 정점에 달했는데, 아시아의 많은 지역이 제2차 세계 대전이 끝날 때까지 직접적인 식민 통제 하에 놓였다. 독립 이후 시기는 근대화, 경제 성장, 그리고 급격한 인구 증가로 특징지어졌다.

서양 문화와 철학에 미친 영향 때문에 고대 그리스는 유럽 역사가들에게 중요한 연구 분야이다.

유럽의 역사 연구에서 역사가들은 약 45,000년 전 최초의 해부학적으로 현생 인류가 도착한 것을 설명한다. 이들은 기원전 1천년경 고대 그리스인들이 서양 문화, 서양 철학, 서방 세계와 관련된 정치에 핵심 요소를 어떻게 기여했는지, 그리고 그들의 문화유산이 로마 제국과 동로마 제국에 어떻게 영향을 미쳤는지를 탐구한다. 중세는 서기 5세기 서로마 제국의 몰락과 함께 시작되었고 기독교의 확산으로 특징지어졌다. 15세기부터 유럽의 탐험과 식민화는 전 세계를 상호 연결했고, 문화적, 지적, 과학적 발전은 서구 사회를 변화시켰다. 18세기 후반부터 20세기 초반까지 유럽의 세계적 지배력은 산업 혁명과 대규모 해외 식민지 건설로 더욱 공고해졌다. 이는 두 차례의 세계 대전의 파괴적인 영향으로 끝이 났다. 이어진 냉전 시대에는 대륙이 서방권과 동방권으로 나뉘었다. 냉전 이후에는 정치적, 경제적 통합을 추구했다.
아메리카의 역사를 연구하는 역사가들은 약 2만 년에서 1만 5천 년 전 최초의 인류가 도착한 것을 기록한다. 아메리카 대륙은 남미의 카랄 문명과 마야 문명 및 올메카 문명과 같은 초기 문명의 본거지였다. 다음 수천 년 동안 테오티우아칸, 아즈텍, 잉카 제국과 같은 주요 제국들이 그 옆에 등장했다. 15세기 후반부터 유럽인들이 도착한 후, 새로 유입된 질병의 확산으로 현지 인구가 급격히 감소했다. 이는 식민지화와 함께 인구 및 문화 경관이 재편되면서 주요 제국들의 붕괴를 초래했다. 18세기와 19세기의 독립 운동은 아메리카 대륙 전역에서 새로운 국가들의 형성을 이끌었다. 20세기에는 미국이 지배적인 세계 강국이자 냉전의 주요 주역으로 부상했다.
오세아니아의 역사 연구에서 역사가들은 약 6만 년에서 5만 년 전 인류의 도착을 주목한다. 그들은 호주와 파푸아뉴기니, 그리고 나중에 다른 태평양 제도에서 다양한 지역 사회와 문화가 어떻게 형성되었는지를 탐구한다. 16세기 유럽인들의 도착은 상당한 변화를 촉발했고, 19세기 말까지 지역의 대부분이 서구의 통제하에 놓였다. 오세아니아는 세계 대전 중 다양한 분쟁에 연루되었고, 전후 탈식민화를 겪었다.

### 주제별
역사가들은 종종 탐구 대상을 특정 주제로 제한한다. 일부는 정치사, 경제사, 사회사의 세 가지 주요 주제로 일반적인 세분화를 제안한다. 그러나 이 분야들 간의 경계는 모호하며, 정신사와 같은 다른 주제 분야와의 관계는 항상 명확하지 않다.
정치사는 사회 내 권력의 조직을 연구하며, 권력 구조가 어떻게 발생하고 발전하며 상호작용하는지 탐구한다. 기록된 역사의 대부분 동안 국가 또는 국가와 유사한 구조가 이 연구 분야의 중심이었다. 정치사는 파벌, 정당, 지도자, 기타 정치 기관과 같이 국가가 내부적으로 어떻게 조직되었는지를 탐구한다. 또한 어떤 정책이 시행되었고 국가가 다른 국가와 어떻게 상호작용했는지도 조사한다. 정치사는 헤로도토스와 투키디데스와 같은 역사가들에 의해 고대부터 연구되어 왔으며, 다른 주요 하위 분야들이 지난 세기에 비로소 확립된 분야가 된 반면, 정치사는 역사에서 가장 오래된 분야 중 하나이다.

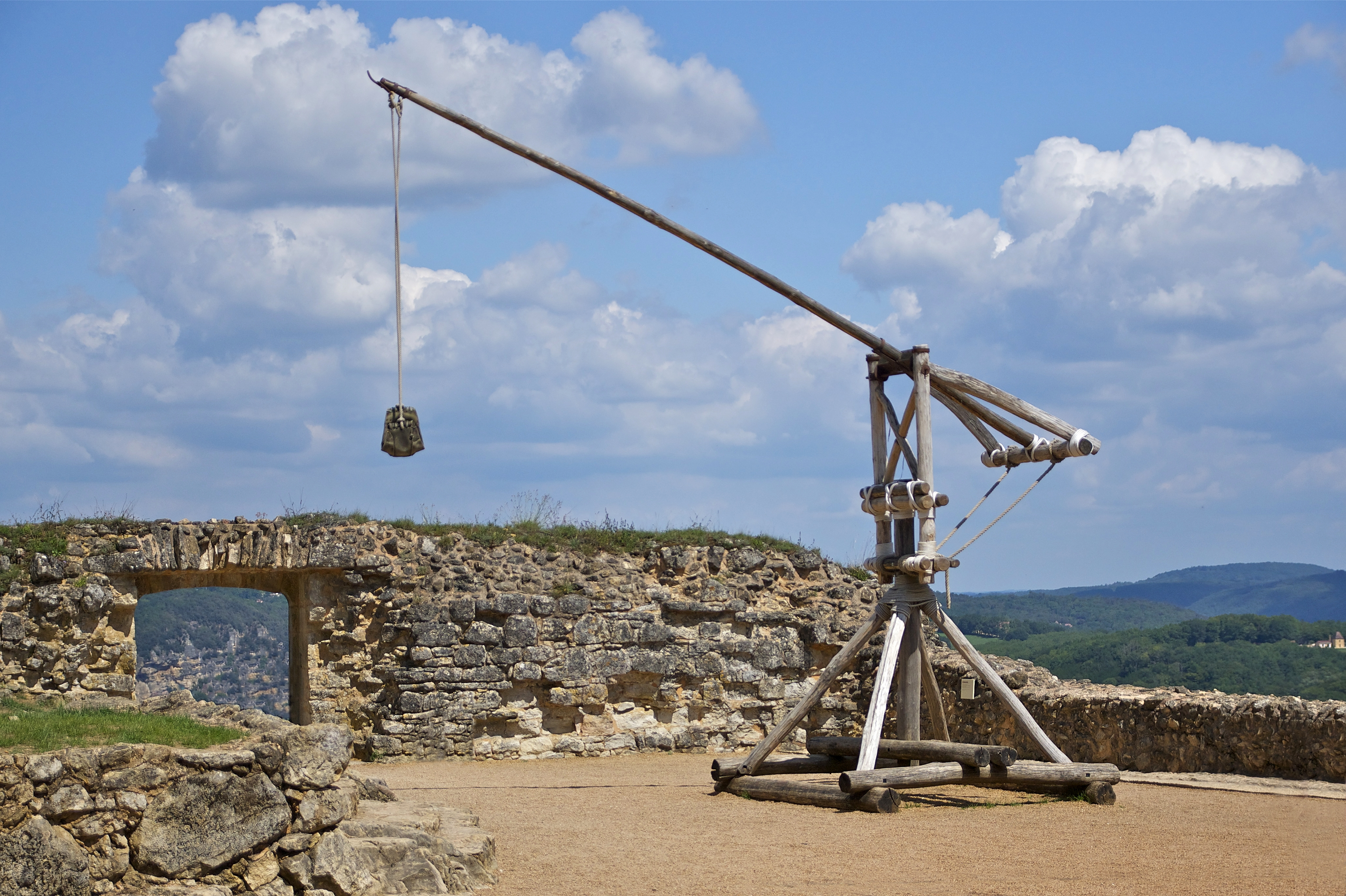
군사사는 트레뷰셋과 같은 군사 기술의 발전을 포함하여 무력 충돌을 연구한다.

외교사와 군사사는 정치사와 관련이 있다. 외교사는 국가 간의 국제 관계를 조사한다. 이는 협상, 전략적 고려 사항, 조약, 국가 간의 갈등과 같은 외교 정책 주제뿐만 아니라 이러한 과정에서 국제 기구의 역할도 다룬다. 군사사는 인류 역사에서 무력 충돌의 영향과 발전을 연구한다. 이는 특정 전투의 분석과 전쟁의 다양한 원인에 대한 논의와 같은 특정 사건의 조사를 포함한다. 또한 군사 기술, 군사 전략, 군사 전술, 군수 및 제도적 발전과 같은 전쟁의 진화에 대한 더 일반적인 고려 사항도 포함한다.
경제사는 상품이 어떻게 생산되고, 교환되며, 소비되는지를 다룬다. 이는 토지, 노동, 자본, 상품의 수요와 공급, 생산 비용과 수단, 소득과 부의 분배와 같은 경제적 측면을 포괄한다. 경제 역사가들은 일반적으로 개인의 행동과 결정보다는 인플레이션과 같은 비인격적인 힘의 형태인 일반적인 경향에 초점을 맞춘다. 충분한 데이터가 있다면 통계 분석과 같은 정량적 방법을 사용한다. 현대 이전 시대의 경우, 가용한 데이터가 종종 제한적이므로 경제 역사가들은 희소한 자료에 의존하고 그로부터 정보를 추론해야 한다.
사회사는 사회 현상을 연구하는 광범위한 분야이지만, 그 정확한 정의는 논쟁의 여지가 있다. 일부 이론가들은 사회사를 문화적 관행, 가족 구조, 공동체 상호작용, 교육을 포함하여 정치와 경제 영역 밖의 일상생활 연구로 이해한다. 이와 밀접하게 관련된 접근 방식은 활동보다는 경험에 초점을 맞춰, 사회 계급, 인종, 젠더, 연령 집단과 같은 특정 사회 집단의 구성원들이 그들의 세계를 어떻게 경험했는지를 조사한다. 다른 정의들은 사회사를 빈곤, 질병, 범죄와 같은 사회 문제의 연구로 보거나, 사회 전체가 어떻게 발전했는지를 조사함으로써 더 넓은 관점을 취한다. 밀접하게 관련된 분야로는 문화사, 젠더사, 종교사가 있다.
정신사는 사상의 역사이며, 개념, 철학, 이념이 어떻게 발전해 왔는지를 연구한다. 이는 특히 학문 분야에 관심을 두지만 이에 국한되지 않고, 일반 사람들의 신념과 편견에 대한 연구도 포함한다. 지적 운동 자체를 연구하는 것 외에도, 이들을 형성한 문화적, 사회적 맥락과 다른 역사적 발전에 미친 영향도 조사한다. 밀접하게 관련된 분야로서, 철학사는 철학적 사상의 발전을 조사하며 과학사는 찰스 다윈과 알베르트 아인슈타인의 과학적 공헌과 같은 과학 이론 및 관행의 진화를 연구한다. 또 다른 관련 학문인 미술사는 역사적 예술품과 예술 활동, 예술 양식, 예술 운동의 발전을 조사한다. 이는 예술 생산의 문화적, 사회적, 정치적 맥락에 대한 논의를 포함한다.
환경사는 인간과 환경 사이의 관계를 연구한다. 역사의 흐름 속에서 인간과 자연이 서로에게 어떻게 영향을 미쳤는지 이해하고자 한다. 다른 주제 분야로는 헌정사, 법제사, 도시사, 기업사, 기술의 역사, 의료 역사, 교육의 역사, 민중사학이 있다.

### 기타
일부 역사 분야는 사용하는 방법으로 특징지어진다. 예를 들어 양적 역사와 디지털 역사는 양적 방법과 디지털 미디어에 의존한다. 비교역사학은 다른 시대, 지역, 문화의 역사 현상을 비교하여 그 유사점과 차이점을 검토한다. 다른 대부분의 분야와 달리 구술 역사는 서면 문서가 아닌 구두 보고에 의존하며, 목격자 진술, 전문증거, 공동체 전설을 포함한다. 이는 평범한 사람들의 개인적인 경험, 해석, 기억을 반영하며, 사람들이 과거를 주관적으로 어떻게 기억하는지를 보여준다. 반사실적 역사는 반사실적 사고를 사용하여 역사의 대안적인 경로를 탐구하며, 다른 상황에서 어떤 일이 일어날 수 있었는지를 탐구한다. 특정 역사 분야는 마르크스주의 역사와 여성주의 역사와 같이 이론적 관점으로 구별된다.

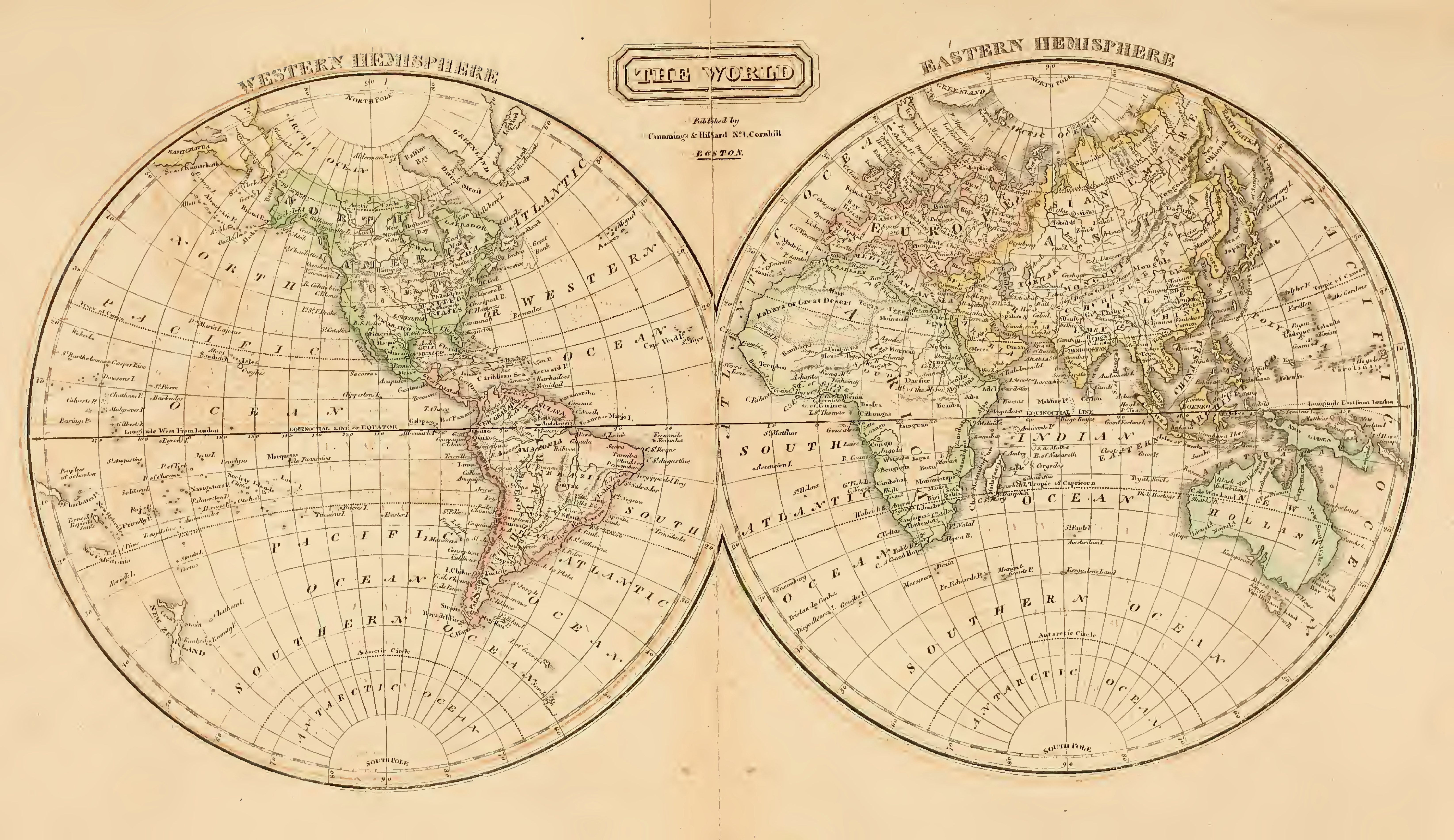
세계사는 전체 인간의 역사를 포괄하며 지구적 수준에서 역사를 탐구한다.

일부 구분은 연구 주제의 범위에 초점을 맞춘다. 빅 히스토리는 대폭발부터 현재까지 모든 것을 다루는 가장 넓은 범위의 분야로, 우주론, 지질학, 생물학, 인류학의 요소를 통합한다. 세계사는 또 다른 넓은 주제를 다루는 분야이다. 이는 인간과 유사한 종의 진화부터 시작하여 인류 전체의 역사를 탐구한다. 거시사, 메소스토리, 미시사라는 용어는 대규모 패턴에서부터 지역적 맥락, 소규모 공동체, 가족 역사, 특정 개인, 또는 특정 사건에 대한 상세한 연구에 이르기까지 다양한 분석 규모를 지칭한다. 미시사와 밀접하게 관련된 장르는 역사 전기인데, 이는 개인의 삶을 역사적 맥락과 남겨진 유산과 함께 서술한다.
공공역사는 대중에게 역사를 제시하는 활동을 포함한다. 이는 일반적으로 박물관, 역사 유적지, 문화유산 관광, 대중 매체와 같은 전통적인 학술 환경 밖에서 일어난다.

## 학문의 발전
문자가 발명되기 전에는 역사 지식의 보존과 전달이 구전 전통에 국한되었다. 초기 역사 기록은 고대 메소포타미아의 길가메시 서사시와 호메로스가 썼다고 알려진 고대 그리스 문헌인 오디세이아처럼 사실과 신화적 요소를 혼합했다. 기원전 5세기에 출판된 헤로도토스의 역사는 서양 역사 전통의 기초적인 텍스트 중 하나로, 호메로스와 다른 시인들의 이야기보다 합리적이고 증거 기반의 탐구에 더 중점을 두었다. 투키디데스는 헤로도토스의 접근 방식을 더욱 발전시켰지만, 헤로도토스 작업의 넓은 범위와 민족지학적 요소와는 대조적으로 특정 정치적, 군사적 발전에 더 집중했다. 로마 역사학은 그리스 전통의 영향을 많이 받았다. 로마 역사학은 종종 역사적 사실뿐만 아니라 역사적 인물에 대한 도덕적 판단도 포함했다. 초기 로마 역사가들은 연대기적 양식을 사용하여 과거 사건을 연도별로 배열하고 주석은 거의 달지 않았지만, 후기 역사가들은 더 서사적이고 분석적인 접근 방식을 선호했다.

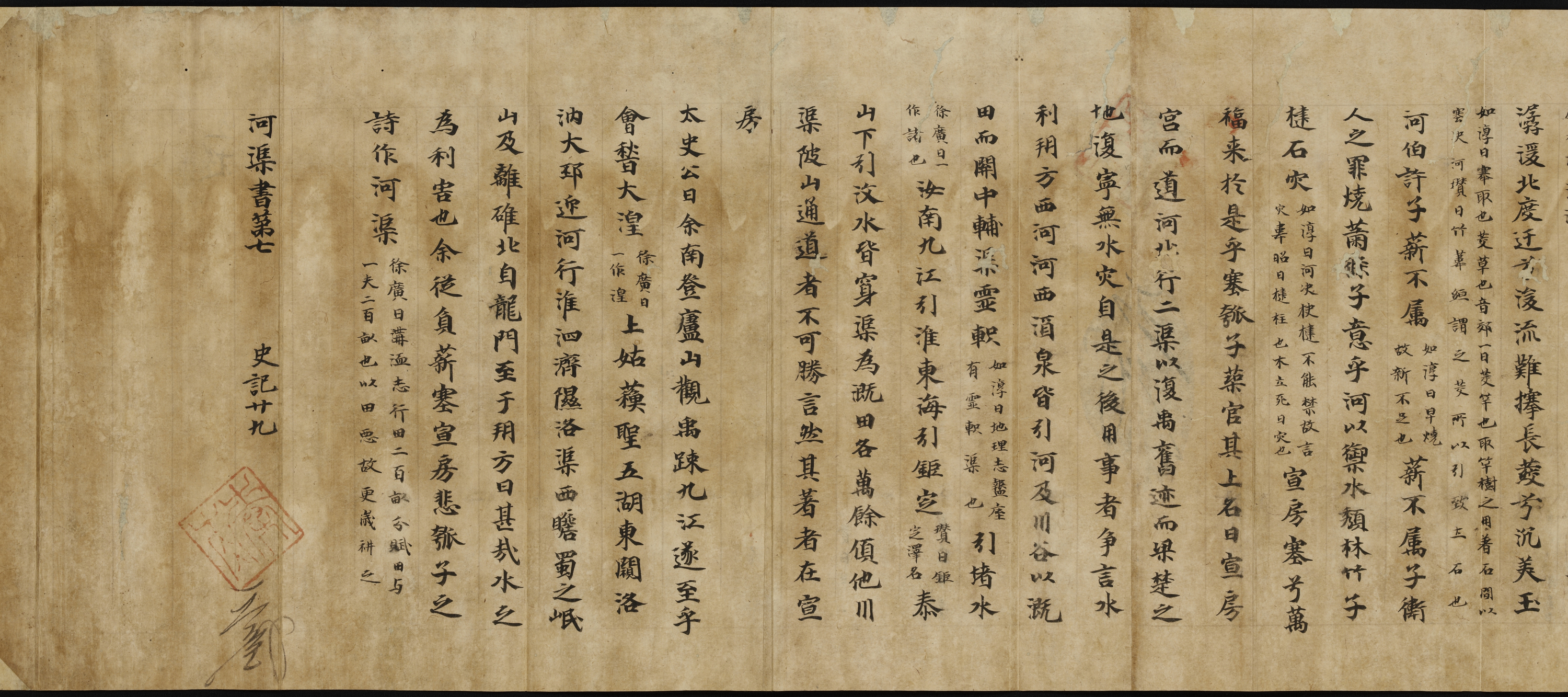
사마천의 사기 (역사서)는 중국의 역사와 중국인에게 알려진 더 넓은 세계에 대한 가장 초기의 포괄적인 기록 중 하나였다.

기원전 2천년 말부터 초기 선구자들이 나타나면서 또 다른 복잡한 역사 서술 전통이 고대 중국에서 등장했다. 이 전통은 연대기를 역사 서술의 최고 형태로 간주했으며, 자료를 통한 검증을 강조했다. 이 전통은 유학 사상과 관련이 있었고, 지배 왕조 형태의 정부와 밀접하게 연결되어 있었다. 중국 역사가들은 다른 전통보다 먼저 역사적 사건을 기록하는 일관되고 체계적인 방법을 확립했다. 특히 사마천의 작업이 큰 영향을 미쳤는데, 그의 세심한 연구 방법과 대안적 관점의 포함은 후속 역사학적 기준을 형성했다. 고대 인도에서는 역사 서술이 종교와 밀접하게 관련되어 있었다. 마하바라타와 같은 작품에서 볼 수 있듯이 사실적 기록과 초자연적 요소를 혼합하는 경우가 많았다.
중세 유럽에서는 역사가 주로 성직자에 의해 연대기 형태로 기록되었다. 기독교 역사가들은 그리스 로마와 유대교 전통에서 영감을 받아 과거를 신의 신성한 계획을 강조하는 이야기로 종교적 관점에서 재해석했다. 이 전통을 형성하는 데 영향을 미친 공헌은 역사가 에우세비우스와 베다 베네라빌리스, 그리고 신학자 아우구스티누스에 의해 이루어졌다. 이슬람 세계에서는 역사 서술이 비슷하게 종교의 영향을 받아 과거를 무슬림의 관점에서 해석했다. 이슬람 역사 서술은 역사 기록의 권위를 보존하기 위해 전승 사슬을 매우 중요하게 여겼다. 무함마드 이븐 자리르 알타바리는 세계 창조부터 당대까지를 아우르는 포괄적인 역사를 저술했다. 이븐 할둔은 역사가의 실제 행위에 깔린 철학적 문제들, 예를 들어 역사적 변화를 형성하는 보편적 패턴과 역사적 진실의 한계에 대해 고찰했다.
중국에서는 당나라 (618–907 CE)의 등장과 함께 역사 기술을 위한 관청이 서기 629년에 설립되면서 역사 서술이 점차 제도화되었다. 이 관청은 표준 국사 편찬의 기초가 되는 포괄적인 자료집인 실록의 편찬을 감독했다. 당나라 역사가들은 과거에 실제로 일어난 사건과 이러한 사건들이 역사 텍스트에 기록되는 방식 사이의 차이를 강조했다. 송나라 (960–1279 CE) 시대의 역사 서술은 백과사전, 전기, 역사 소설 등 다양한 역사 장르로 이루어졌으며, 역사는 중국 교육 시스템의 표준 과목이 되었다. 중국 모델의 영향을 받아 8세기 CE에 일본에서도 역사 서술 전통이 등장했다. 중국처럼 일본에서도 역사 서술은 황실과 밀접하게 관련되어 있었지만, 일본 역사가들은 중국 역사가들보다 비판적 자료 평가에 덜 중요성을 두었다.
르네상스와 근세 (대략 1500년에서 1800년) 동안, 서로 다른 역사적 전통들은 점점 더 서로 접촉하게 되었다. 14세기 유럽에서 시작된 르네상스는 중세 종교적 관점에서 벗어나 이전 그리스와 로마의 고전적 전통에 대한 새로운 관심으로 이어졌다. 르네상스 인문주의자들은 정교한 텍스트 비판을 사용하여 초기 종교적 역사 작품을 면밀히 검토했는데, 이는 역사 서술의 세속화에 기여했다. 15세기부터 17세기까지 역사가들은 역사의 교훈적 역할에 더 큰 중요성을 두어, 기존 질서를 옹호하거나 이상화된 과거로의 회귀를 주장하는 데 사용했다. 인쇄기의 발명으로 문서가 더 접근하기 쉽고 저렴해지면서, 역사에 대한 관심은 성직자와 귀족 밖으로 확장되었다. 동시에 과학 혁명과 관련된 경험론적 사상은 보편적인 역사적 진리에 도달할 가능성에 의문을 제기했다. 18세기 계몽시대 동안, 역사 서술은 합리론과 회의주의의 영향을 받았다. 이성적이고 경험적인 방법을 통해 전통적인 권위와 독단에 도전하는 것을 목표로 한 역사가들은 과거에서 더 깊은 패턴과 의미를 발견하려 노력했으며, 사회 및 경제적 주제뿐만 아니라 다른 문화 간의 비교에 대한 초점을 증가시키면서 역사 탐구의 범위가 확장되었다.
명나라 (1368–1644) 시기 중국에서는 역사 기록에 대한 대중의 관심과 가용성이 증가했다. 공식 정부 역사가들의 실록의 지속 외에도 개인 학자들의 비공식적 작품들이 번성했다. 이 학자들은 더 창의적인 문체를 사용하는 경향이 있었고 때로는 정통적인 기록에 도전하기도 했다. 이슬람 세계에서는 사파비 왕조, 무굴 제국, 오스만 제국에서 새로운 역사 기록 전통이 등장했다. 한편 아메리카에서는 유럽 탐험가들이 구전과 그림 문자 관행을 통해 전해 내려온 원주민 이야기를 기록하고 해석했다. 이러한 견해는 때때로 전통적인 유럽의 관점과 대립하기도 했다.

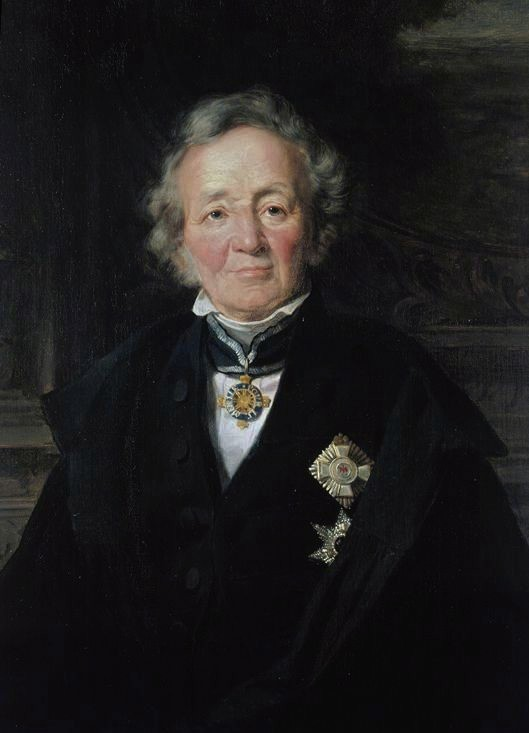
레오폴트 폰 랑케는 1차 자료에 대한 철저한 평가를 도입하여 역사학의 기준을 혁신했다.

19세기에는 역사 서술이 더욱 전문화되고 과학 지향적으로 변모했다. 레오폴트 폰 랑케의 작업에 따라 체계적인 사료 비판 방법이 널리 받아들여졌고, 대학 학과, 전문 학회, 학술지 형태의 역사 전문 학술 기관들이 설립되었다. 이러한 과학적 관점에 맞춰 오귀스트 콩트는 실증주의 학파를 정립하고, 물리학자들이 연구하는 자연 법칙과 유사한 역사의 일반 법칙을 발견하고자 했다. 게오르크 빌헬름 프리드리히 헤겔의 철학을 바탕으로 카를 마르크스는 자신의 역사적 유물론 이론에서 그러한 일반 법칙 중 하나를 제안했는데, 경제적 힘과 계급 투쟁이 역사 변화의 근본적인 동인이라고 주장했다. 또 다른 영향력 있는 발전은 유럽 역사학 방법론의 확산이었는데, 이는 전 세계적으로 과거를 학문적으로 연구하는 지배적인 접근 방식이 되었다.
20세기에는 전통적인 역사적 가정과 관행이 도전을 받았고, 역사 연구의 범위가 넓어졌다. 아날학파는 사회학, 심리학, 경제학의 통찰력을 활용하여 장기적인 발전을 연구했다. 나치 독일, 소련, 중국과 같은 권위주의 체제는 이념적 목적을 위해 역사적 서사를 조작했다. 다양한 역사가들은 민중사학, 미시사, 구술 역사, 여성주의 역사와 같은 접근 방식을 통해 소외 집단의 경험에 초점을 맞추어 비전통적인 관점을 다루었다. 탈식민주의는 서구적 접근 방식의 헤게모니를 약화시키는 것을 목표로 했고, 포스트모더니즘은 역사에서 단일한 보편적 진리에 대한 주장을 거부했다. 정신사학자들은 사상사적 발전을 탐구했다. 20세기 후반에는 세계사를 전체적으로 서술하려는 새로운 시도가 추진력을 얻었으며, 기술 발전은 양적 역사와 디지털 역사의 성장을 촉진했다.

## 관련 분야

### 역사학

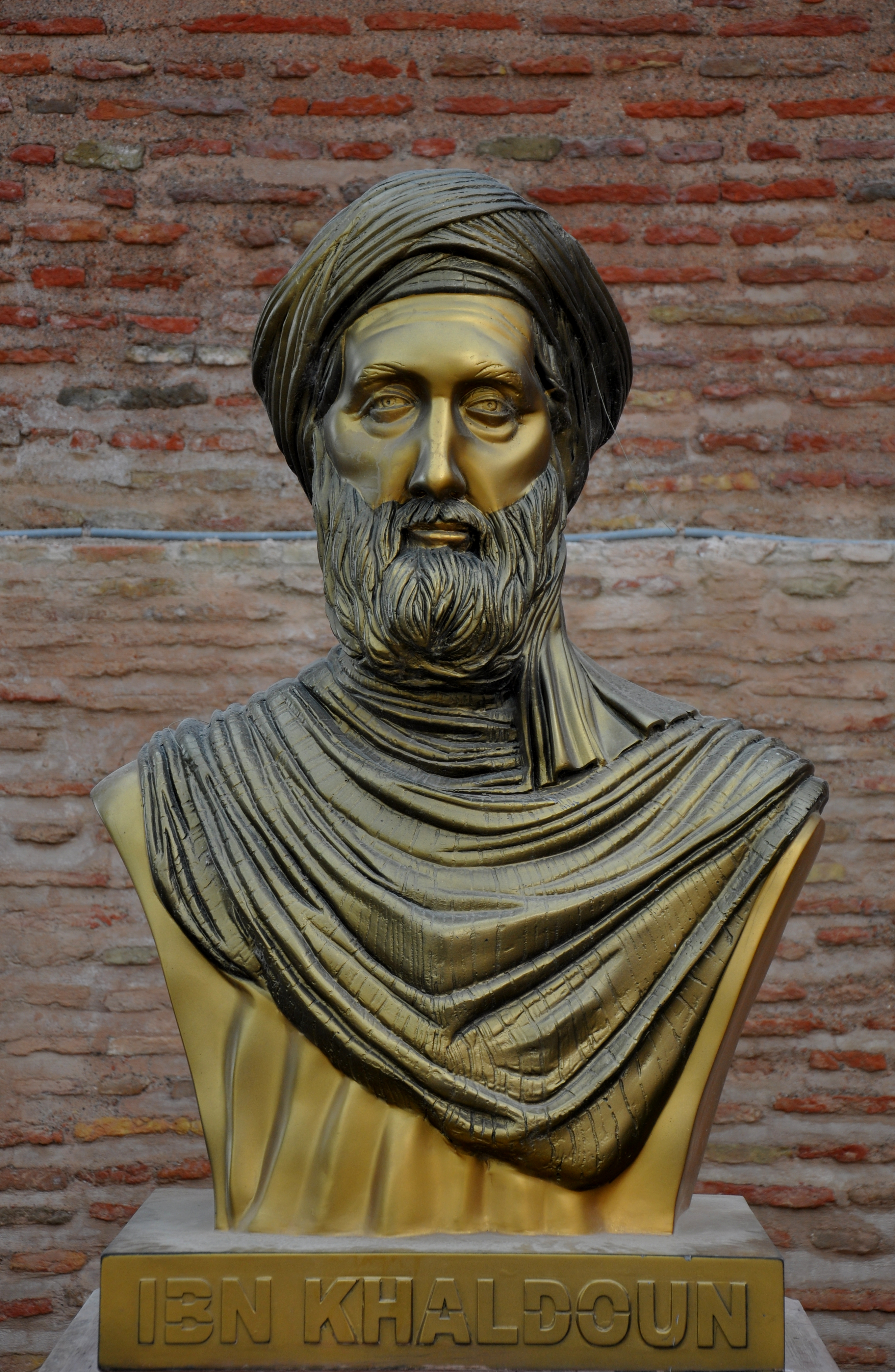
이븐 할둔은 이슬람 역사학의 영향력 있는 인물이었다.

역사학은 역사 연구의 방법과 발전을 연구하는 학문이다. 역사학자들은 역사가들이 무엇을 하는지 조사하여, 역사의 역사 형태의 메타이론을 도출한다. 일부 이론가들은 역사학이라는 용어를 과거에 대한 서면 기록을 지칭하는 다른 의미로 사용한다.
메타이론으로서 역사학의 중심 주제는 역사 탐구에서 증거와 추론의 기준에 초점을 맞춘다. 역사학자들은 역사가들이 과거에 대한 이야기를 구성하기 위해 자료를 사용하는 방법, 그리고 그들이 진행하는 해석적 가정을 분석하는 것을 포함하여 이를 조사하고 체계화한다. 이와 밀접하게 관련된 문제로는 역사 작품의 문체와 수사학적 표현이 있다.
역사가들의 작품을 비교함으로써, 역사학자들은 공유된 연구 방법, 가정, 양식에 기반한 사상 학파를 식별한다. 예를 들어, 아날학파의 특징들, 즉 다양한 학문 분야의 양적 데이터 사용과 장기간에 걸쳐 일어나는 경제 및 사회 발전에 대한 관심 등을 조사한다. 비교는 고대부터 현대에 이르는 전 시대로 확장되기도 한다. 이러한 방식으로 역사학은 학문 분야로서 역사의 발전을 추적하며, 지배적인 방법, 주제, 연구 목표가 시간이 지남에 따라 어떻게 변해왔는지를 강조한다.

### 역사철학
역사철학은 역사의 이론적 토대를 탐구한다. 이는 상호 연결된 사건들의 연속으로서의 과거 자체와 이 과정을 연구하는 학문 분야 모두에 관심을 갖는다. 형이상학, 인식론, 해석학, 윤리학과 같은 다양한 철학 분야의 통찰력과 접근 방식이 이 노력과 관련이 있다.
역사를 과정으로 탐구하면서, 철학자들은 역사적 현상을 구성하는 기본적인 실체들을 탐구한다. 일부 접근 방식은 주로 개별 인간의 신념과 행동에 의존하는 반면, 다른 접근 방식은 집단 및 기타 일반적인 실체들, 예를 들어 문명, 제도, 이념, 사회적 힘들을 포함한다. 관련 주제는 역사적 사건들을 그 원인 및 결과와 연결하는 인과적 메커니즘의 본질에 관한 것이다. 한 가지 견해는 사건의 진행을 결정하는 역사의 일반 법칙이 존재하며, 이는 자연과학에서 연구되는 자연 법칙과 유사하다는 것이다. 또 다른 관점에 따르면, 역사적 사건들 간의 인과 관계는 독특하며 우발적 요인에 의해 형성된다. 역사적으로 일부 철학자들은 역사의 흐름이 큰 패턴을 따른다고 제안했다. 한 가지 제안에 따르면 역사는 순환적이며, 이는 충분히 큰 규모에서 개별 사건이나 일반적인 경향이 반복된다는 의미이다. 또 다른 이론은 역사가 미리 정해진 목표를 향해 나아가는 선형적이고 목적론적인 과정이라고 주장한다.
역사철학의 주제와 역사학은 둘 다 역사적 추론의 기준에 관심을 갖는다는 점에서 겹친다. 역사학자들은 일반적으로 역사 연구에서 나타나는 특정 방법과 발전을 묘사하는 데 더 집중한다. 반면에 역사철학자들은 어떤 방법과 가정이 올바른지에 대한 평가적 질문을 포함하여 더 일반적인 패턴을 탐구하는 경향이 있다. 역사적 추론은 현상을 설명하는 방법으로 철학 및 다른 학문 분야에서 때때로 사용된다. 역사주의로 알려진 이 접근 방식은 무엇인가를 이해하기 위해서는 그 고유한 역사나 어떻게 진화했는지에 대한 지식이 필요하다고 주장한다. 예를 들어, 진리에 대한 역사주의는 진리가 역사적 상황에 의존하며, 이는 초역사적 진리가 없다는 것을 의미한다. 역사주의는 주제에 대한 초월적이고 보편적인 이해를 추구하는 접근 방식과 대조된다.

#### 역사적 객관성
역사철학에서 다양한 논쟁은 역사의 객관적 설명 가능성에 초점을 맞춘다. 다양한 이론가들은 이러한 이상이 달성 불가능하다고 주장하며, 해석의 주관적 본질, 역사의 서사적 측면, 그리고 역사적 개인과 역사가 모두의 관점과 행동에 대한 개인적 가치와 편향의 영향을 지적한다. 한 관점에 따르면, 일부 특정 사실은 객관적이다. 예를 들어, 가뭄이 언제 발생했는지 또는 어떤 군대가 패배했는지에 대한 사실은 객관적이다. 그러나 이 관점은 일반적인 객관성을 보장하지 않는다. 왜냐하면 역사가들은 큰 경향과 발전을 설명하는 전체적인 이야기를 도출하기 위해 사실을 해석하고 종합해야 하기 때문이다. 결과적으로 G. M. 트레블리언과 키스 젱킨스와 같은 일부 역사가들은 모든 역사는 편향되어 있다고 주장하며, 역사적 서사는 주관적인 전제와 가치 판단에서 결코 자유로울 수 없다고 말한다.
리얼리즘, 경험론, 재건주의와 관련된 일부 관점들은 역사를 진리 또는 지식의 탐구로 개념화하며, 이를 엄격한 평가와 신중한 증거 해석을 통해 회복될 수 있다고 본다. 다른 학자들은 이 견해를 비판하며, 역사 지식의 주관적이고 부분적인 본질을 강조한다. 관점주의자들은 역사적 관점이 본질적으로 주관적이라고 주장하며, 이는 특정 자료와 탐구를 선택하고, 어떤 정보가 역사적 사실로 간주될 수 있는지 확인하는 것을 요구한다. 그들은 진술은 여러 경쟁하는 역사적 관점 내에서 또는 그에 상대적으로만 객관적일 수 있다고 주장한다. 더 강력한 회의주의적 또는 상대주의적 관점은 어떤 역사적 지식도 객관적으로 입증될 수 없다고 주장한다. 이러한 주관성 강조는 포스트모더니스트 이론에 의해 확장되었는데, 이 이론들은 과거를 객관적으로 아는 것이 불가능하며, 의미는 인간이 만든 텍스트를 통해 생성되고, 그 언어는 "우리가 인식하는 대로 우리의 세계를 구성한다"고 덧붙인다. 신실재론자들은 이러한 경향에 대해 경험론적 방법론이 역사 분석에서 중심적인 역할을 다시 강조함으로써 대응했다. 그들은 주관적 평가의 영향을 인정하지만, 역사적 진실은 그럼에도 불구하고 도달할 수 있다고 주장한다.

### 교육

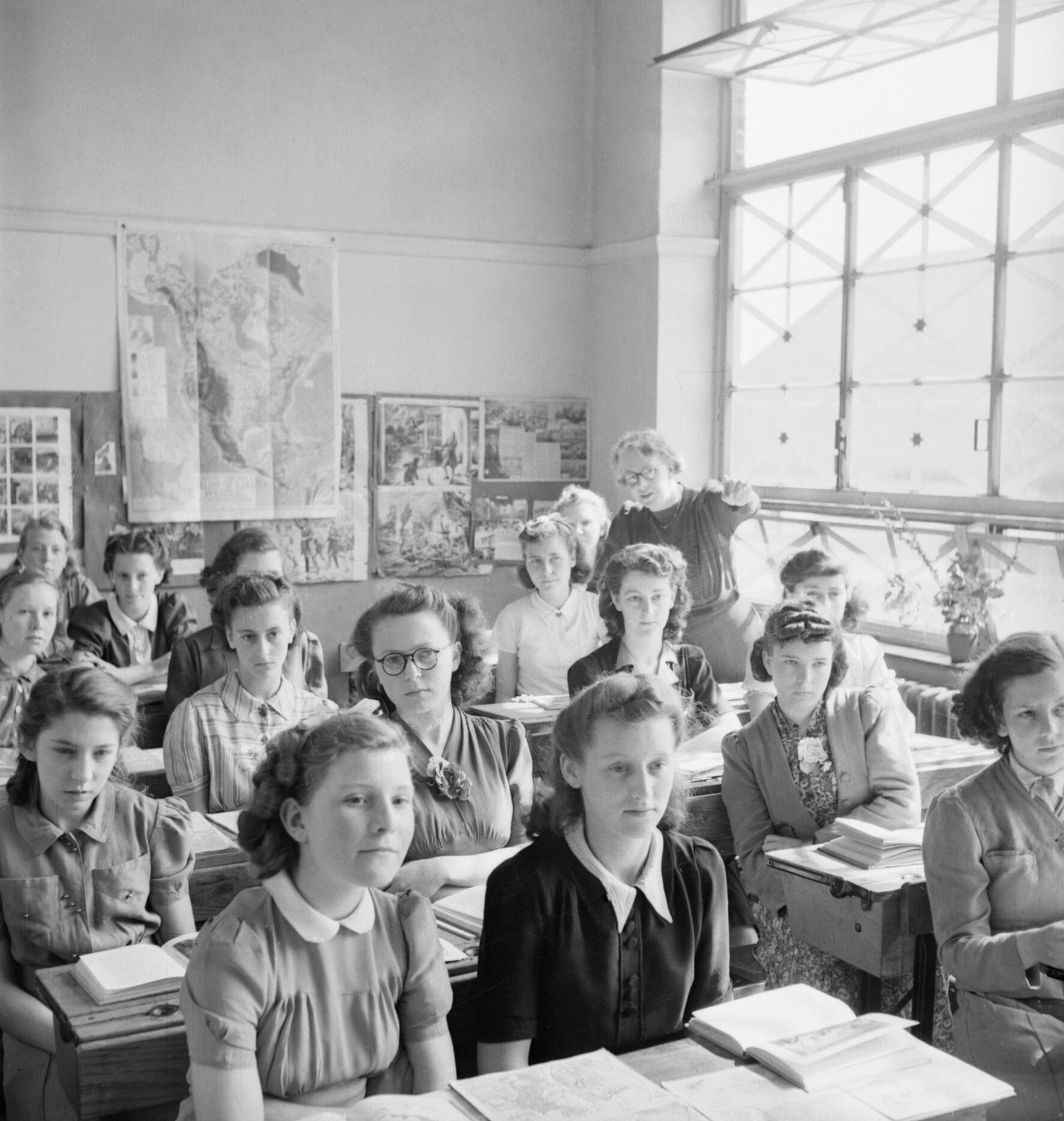
역사는 대부분의 국가에서 표준 학교 과목이다.

역사는 대부분의 국가에서 학교 교육과정의 일부이다. 초기 역사 교육은 학생들이 과거에 흥미를 느끼게 하고 역사적 사고의 근본적인 개념들을 숙지시키는 것을 목표로 한다. 기본적인 역사 의식을 함양함으로써, 그들의 문화적 뿌리를 이해하도록 도움으로써 정체성을 심어주려고 한다. 이는 종종 역사적 인물이나 지역 공휴일, 축제, 음식의 기원에 초점을 맞춘 간단한 이야기를 아이들에게 제시하는 서사적 형태를 취한다. 중등학교에서 접하는 더 심화된 역사 교육은 지역 및 전 세계적 수준에서 고대부터 현대사에 이르는 광범위한 주제를 다룬다. 이는 또한 학생들이 역사적 주장을 해석하고 비판적으로 평가하는 능력을 포함한 역사 연구 방법론을 습득하도록 하는 것을 목표로 한다.
역사 교사들은 다양한 교수법을 사용한다. 여기에는 역사적 발전의 서사적 제시, 학생들의 참여와 비판적 사고를 유도하는 질문, 역사적 주제에 대한 토론이 포함된다. 학생들은 역사 자료를 직접 다루며 개별 활동과 그룹 활동을 통해 증거를 분석하고 해석하는 방법을 배운다. 그들은 생각을 명확하고 설득력 있게 표현하는 기술을 개발하기 위해 역사 글쓰기를 한다. 구두 또는 필기 시험을 통한 평가는 학습 목표가 달성되었는지 확인하는 것을 목표로 한다. 역사 교육의 전통적인 방법론은 학생들이 암기하도록 요구되는 중요한 사건의 날짜와 역사적 인물의 이름과 같은 수많은 사실을 제시하는 경우가 많다. 반면, 일부 현대적 접근 방식은 무엇이 일어났는지뿐만 아니라 왜 일어났는지, 그리고 그 지속적인 역사적 중요성에 초점을 맞춰 일반적인 패턴에 대한 더 적극적인 참여와 심층적인 학제 간 이해를 촉진하고자 한다.
국공립학교의 역사 교육은 다양한 목적을 수행한다. 핵심 기술은 역사적 문해력, 즉 역사적 주장을 이해하고 비판적으로 분석하며 대응하는 능력이다. 과거의 중요한 발전을 학생들이 인식하게 함으로써, 그들은 인간 삶의 다양한 맥락을 알게 되고, 이는 현재와 그 다양한 문화를 이해하는 데 도움이 된다. 동시에 역사 교육은 국가의 랜드마크와 기념물부터 역사적 인물과 전통 축제에 이르는 상징적인 요소들을 소개함으로써 학생들이 그들의 유산, 전통, 관행과 연결되게 하여 문화적 정체성을 함양할 수 있다. 공유된 과거와 문화유산에 대한 지식은 국민 정체성 형성에 기여하고 학생들이 활동적인 시민으로 준비할 수 있도록 돕는다. 이러한 역사 교육의 정치적 측면은 학교 교과서가 어떤 주제를 다루어야 하는지에 대한 논쟁을 불러일으킬 수 있다. 여러 지역에서는 이로 인해 교육과정 관련 이른바 역사 전쟁이 발생했다. 이는 자국의 역사 유산을 호의적으로 표현하려는 시도로 논쟁적인 주제를 편향적으로 다루는 결과를 초래할 수 있다.

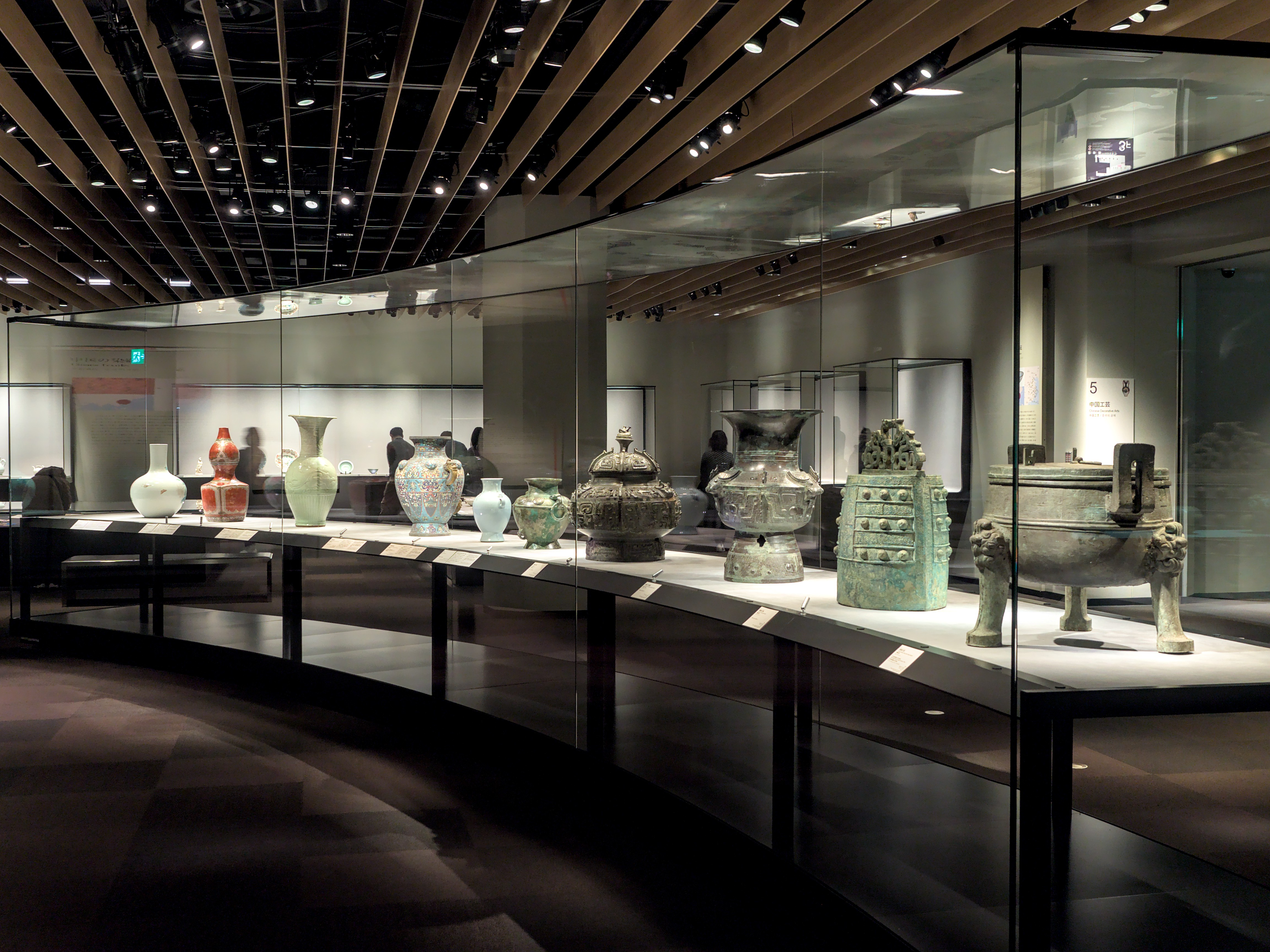
박물관의 역사 유물 전시를 통해 제공되는 비형식 교육은 공공역사의 일부이다.

공립학교에서 제공되는 정규 교육 외에도, 역사는 교실 밖의 비형식적인 환경에서도 가르쳐진다. 공공역사는 박물관과 기념관과 같은 장소에서 이루어지는데, 이곳에서는 선택된 유물들이 특정 이야기를 전달하는 데 자주 사용된다. 이는 책, 텔레비전 프로그램, 온라인 콘텐츠와 같은 매체를 통해 비전문가인 광범위한 청중에게 과거를 접근 가능하고 매력적으로 만드는 것을 목표로 하는 대중역사를 포함한다. 비형식 역사 교육은 과거에 대한 이야기가 세대를 거쳐 전승되는 구전 전통에서도 이루어진다.

### 기타 분야
역사는 고고학, 지질학, 유전학, 인류학, 언어학과 같은 분야의 발견을 활용하는 학제 간 방법론을 사용한다. 고고학자들은 인간이 만든 역사적 유물과 기타 형태의 물질문화를 연구한다. 그들의 발견은 과거 인간 활동과 문화 발전에 대한 중요한 통찰력을 제공한다. 고고학적 증거의 해석은 서면 문서에 대한 표준 역사 작업과는 다른 어려움을 제시한다. 동시에, 이는 기록되지 않은 정보를 제공함으로써 역사가들이 글을 모르는 사회와 글을 아는 사회 내의 소외 집단의 과거에 그들의 물질문화 유적을 연구함으로써 접근할 수 있는 새로운 가능성을 제공한다. 19세기 현대 고고학이 등장하기 전, 고문서학은 이 학문의 토대를 마련하고 역사적 유물 보존에 중요한 역할을 했다.
지질학과 다른 지구과학은 역사가들이 과거 사회에 영향을 미친 환경적 맥락과 물리적 과정, 예를 들어 기후 조건, 지형, 자연 현상 등을 이해하는 데 도움을 준다. 유전학은 종으로서 인간의 진화적 기원, 인구 이동, 가계, 인구통계학적 변화에 대한 핵심 정보를 제공한다. 인류학자들은 인간 문화와 행동, 예를 들어 사회 구조, 신앙체계, 의례적 관행을 조사한다. 이 지식은 역사적 사건의 해석을 위한 맥락을 제공한다. 역사언어학은 시간이 지남에 따른 언어의 발전을 연구하는데, 이는 고대 문서 해석에 결정적일 수 있으며, 이주 패턴과 문화 교류에 대한 정보도 제공할 수 있다. 역사가들은 또한 자연과학, 생물학, 사회과학, 그리고 인문학에 속하는 다양한 다른 분야의 증거에 의존한다.
이념과 국민 정체성과의 관계 때문에 역사는 정치와 밀접하게 관련되어 있으며, 역사 이론은 정치적 결정에 직접적인 영향을 미칠 수 있다. 예를 들어, 한 국가가 다른 국가의 영토를 합병하려는 비애국주의적 시도는 종종 분쟁 지역이 과거에 첫 번째 국가에 속했다고 주장하는 역사 이론에 의존한다. 역사는 또한 핵심 교리 중 일부를 역사적 사건에 기반을 둔 소위 역사적 종교에서도 중심적인 역할을 한다. 예를 들어, 기독교는 예수 그리스도를 둘러싼 역사적 사건을 중심으로 하기 때문에 종종 역사적 종교로 분류된다. 역사는 과학사, 수학사, 철학사, 미술의 역사를 포함한 과거 연구를 통해 많은 분야와 관련이 있다.

## 같이 보기
- 역사 용어 목록
- 역사 개요

### 내용주
1. ↑  일부 저자들은 역사라는 용어를 과거 사건의 실제적인 연속으로 제한하고, 그 사건들에 대한 연구를 역사학이라는 용어로 사용한다. 다른 저자들은 역사라는 용어를 과거의 연구 및 표현에 사용한다. 그들은 역사학을 이 학문 분야의 방법과 역사적 발전을 연구하는 메타이론으로 특징짓는다.[8]
2. ↑  일부 이론가들은 원사 시대를 선사 시대 이후의 독특한 시기로 식별하는데, 이 시기는 문자의 발명부터 역사를 기록하려는 첫 시도까지를 포함한다.[9]
3. ↑  1980년대 후반 역사가 데이비드 크리스천이 정립한 빅 히스토리는 대폭발까지 거슬러 올라가 인간의 역사뿐만 아니라 우주의 우주론적 발전과 생명의 생물학적 진화까지 다룬다.[12]
4. ↑  헤로도토스, 투키디데스 등 초기 역사가들은 이미 호메로스나 다른 시인들의 기록을 환상적이고 부정확하다고 비판했다.[17]
5. ↑  관련된 관점인 역사수정주의는 역사에 대한 기존의 관점을 뒤집으려는 시도이다. 이는 현재의 사고에 반하는 새로운 증거와 방법을 도입하는 것부터 역사적 사건이나 인물의 가치나 중요성을 비판하는 것까지 다양한 형태를 띨 수 있다. 일부 이론가들은 수정주의라는 용어를 주류 견해의 모든 거부나 재해석에 대해 중립적인 의미로 사용한다. 다른 이론가들은 이를 진정한 증거를 무시하고 강렬한 회의적 및 상대주의적 견해를 통합하여 유사역사적 관점을 정당화하며, 인식론적 비판을 통해 역사적 사건에 대한 확립된 지식을 불신하려는 관행과 연관시킨다.[24]
6. ↑  좁은 의미에서 역사적 방법은 때때로 자료의 평가 또는 비판으로 제한되기도 한다.[32]
7. ↑  1차 자료와 2차 자료의 정확한 정의는 논쟁의 여지가 있으며, 특정 자료를 어떻게 분류해야 할지에 대한 합의가 항상 있는 것은 아니다. 예를 들어, 어떤 사람이 폭동 현장에 없었지만 폭동 직후 이에 대해 보고한다면, 일부 역사가들은 이 보고서를 1차 자료로 간주하는 반면, 다른 역사가들은 2차 자료로 간주한다.[40]
8. ↑  레오폴트 폰 랑케가 자료 평가를 강조한 것은 역사 연구 실천에 큰 영향을 미쳤다.[43]
9. ↑  역사가들은 용어의 의미를 이해하기 위해 문서의 맥락과 시대를 고려한다. 예를 들어, 문서에 awful이라는 단어가 사용된 경우, 그들이 현대적 의미인 '끔찍한'을 표현하는지, 아니면 역사적 의미인 '경외할 만한'을 표현하는지 결정해야 한다.[45]
10. ↑  이는 다른 자료들이 모순되는 정보를 제공하는 경우 특히 어려워진다.[47]
11. ↑  이 단계에 필요한 창의성과 상상력은 일부 이론가들이 역사를 예술로 이해하는 이유 중 하나이다.[48]
12. ↑  예를 들어, 마사 워싱턴은 자신과 남편 조지 워싱턴 사이의 모든 개인 편지를 불태워 그들의 관계에 대한 수십 년 간의 침묵을 남겼다.[55] 침묵의 또 다른 원인은 금기의 존재인데, 예를 들어 동성애에 대한 금기는 해당 주제에 대한 정보가 거의 기록되지 않게 할 수 있다.[54] 사망한 적대자로 간주된 사람들의 이름을 공공 기록에서 지우는 관행은 기록말살형으로 알려져 있다.[56]
13. ↑  각 시기가 정확히 언제 시작하고 끝나는지에 대한 이견이 있다. 대안적인 세분화는 겹치거나 완전히 다른 시간대를 사용할 수 있다.[67]
14. ↑  새로운 질병과 유럽의 군사적 침략 및 착취는 아메리카 원주민 공동체에서 대규모 인명 손실과 문화적 혼란을 야기하는 심각한 결과를 초래했다.[77]
15. ↑  지리와 역사의 중심적 관계를 강조하며, 쥘 미슐레는 1869년 프랑스 역사(Histoire de France) 서문에서 "지리적 기반이 없으면 역사를 만드는 사람들은 공중에 떠 있는 것처럼 보일 것"이라고 썼다.[83]
16. ↑  헤로도토스는 전통적으로 "역사의 아버지"로 여겨지지만, 그의 기록 중 일부가 신뢰할 수 없었기 때문에 "거짓말의 아버지"라고 불리기도 했다.[145]
17. ↑  이 측면은 헤로도토스와 폴리비오스를 포함한 그리스 역사가들의 작품에서도 어느 정도 발견된다.[147]
18. ↑  역사 이론은 때때로 동의어로 사용되는 밀접하게 관련된 용어이다.[184]
19. ↑  일부 철학자들은 프랜시스 후쿠야마를 따라 인류의 이념적 진화가 종착점에 도달했다는 주장을 바탕으로 "역사의 종언"이 이미 도래했다고 주장한다.[190]
20. ↑  독일 역사가 레오폴트 폰 랑케는 19세기 이 과학적 접근 방식의 가장 중요한 주창자 중 한 명이었다.[197] 이 견해를 취하는 주요 현대 학자로는 제프리 엘턴 경, 아서 마르윅, E. P. 톰슨 등이 있다.[196]
21. ↑  이러한 비판은 다음 주장에 기반한다. 과거의 총체를 회복하는 것은 불가능하다. 사건들은 이미 지나갔으므로, 기록은 사건과 대조하여 검증할 수 없고 다른 기록과 대조하여야 한다. 역사 기록은 역사가에 의해 매개되고 구성되며, 서사 구성 과정은 해석과 선택적 독해를 포함한다.[198] 그리고 증거 자체는 본질적으로 주관적이다. 그 내용은 제작자를 통해 매개되고, 생존은 선택 과정에 의해 이루어지기 때문이다.[199] 이 관점에서 볼 때, 뒤늦은 깨달음과 현대 이론화는 역사가들이 증거를 조합하고 사건 이후에만 보이는 해석을 제시하며, 편향된 관점에서 그렇게 한다. 이는 알려진 과거로서의 역사가 인간의 창조물임을 의미한다.[200]
22. ↑  더 상대주의적인 관점의 지지자 중 한 명은 에드워드 핼릿 카였는데, 그의 역사란 무엇인가 (1961)는 역사적, 사회적 맥락이 역사가들이 사실을 선택하고 분석하는 방식에 어떻게 영향을 미치는지를 탐구했다.[203]
23. ↑  일부 학자들은 역사 자료의 주관적 본질을 인식하는 것이 새로운 연구 분야와 역사적 주제에 접근하는 새로운 방식을 열어주는 이점이 있다고 주장한다. 또한 자료를 분석하고 지배적인 서사를 비판하며, 역사가들이 다른 개념과 교류할 수 있는 새로운 접근 방식을 제공한다.[205]
24. ↑  이 견해를 옹호하는 학자로는 리처드 J. 에반스가 있다.[206]
25. ↑  예를 들어, 일부 일본 고등학교 역사 교과서는 일본의 식민지 및 전쟁 활동을 축소했다는 여러 비판을 받았다.[216]
26. ↑  이들은 때때로 역사보조학이라는 레이블 아래 묶이기도 한다.[221]

### 참조주
1. ↑  Brian Joseph(Ed.); Richard Janda (Ed.) (30 December 2004), 《The Handbook of Historical Linguistics》, Blackwell Publishing, 163쪽, 978-1405127479
2. ↑  William K. Mahony (1998). 《The Artful Universe: An Introduction to the Vedic Religious Imagination》. Albany, New York: State University of New York Press. 235쪽. 0791435806.
3. ↑  Online Etymology Dictionary, http://www.etymonline.com/index.php?search=history&searchmode=none
4. ↑    - Kragh 1987, 41쪽
  - Little 2020, § 1. History and its representation
  - Collingwood 1967, § 4. History and the Philosophy of History
  - Ritter 1986, 193–194쪽
  - Collingwood 1993, 9쪽
5. ↑    - Little 2020, § 1. History and its representation
  - Tosh 2002, 140–143쪽
  - Munslow 2001
  - Evans 2001
6. ↑    - Tucker 2011, xii, 2쪽
  - Arnold 2000, 5쪽
  - Evans 2002, 1–2쪽
  - Ritter 1986, 193–194쪽
  - Tosh 2002, 140–143쪽
7. ↑    - Evans 2002, 1–2쪽
  - Ritter 1986, 196쪽
8. ↑    - Tucker 2011, xii, 2쪽
  - Arnold 2000, 5쪽
9. ↑  Kipfer 2000, 457–458쪽
10. ↑    - Woolf 2019, 300쪽
  - Renfrew 2008, 172쪽
11. ↑    - Woolf 2019, 299–300쪽
  - Ackermann 외. 2008, xvii쪽
  - Stearns 2010, 17–18쪽
  - Tuniz & Vipraio 2016, v, 1쪽
12. 1 2  Hesketh 2023, 1–4, 41쪽
13. ↑    - Arnold 2000, 114–115쪽
  - Parrott & Hake 1983, 121–122쪽
  - Tosh 2002, 50–52쪽
  - Ritter 1986, 196–197쪽
14. ↑    - Tosh 2002, 50–52쪽
  - Ritter 1986, 196–197, 415–416쪽
15. 1 2    - Allchin 2004, 179–180쪽
  - Välimäki & Aali 2020, 57쪽
16. ↑    - Southgate 2005, xi–xii, 1, 57쪽
  - Tosh 2002, 50–52쪽
17. ↑    - Lefkowitz 2008, 353–354쪽
  - Woolf 2019, 21–24쪽
  - Shankman & Durrant 2003, 96쪽
18. ↑    - Arnold 2000, 120–121쪽
  - Southgate 2005, 11–12, 57–58쪽
  - Tosh 2002, 26, 50–52쪽
19. ↑    - Arnold 2000, 121–122쪽
  - Tosh 2002, 50–52쪽
20. ↑    - Arnold 2000, 121쪽
  - Southgate 2005, 38–39, 175–176쪽
  - Tosh 2002, 50–51쪽
21. ↑    - Jenkins 1995, 53쪽
  - Haviland 1997, 6쪽
22. ↑  Evans 2002, 2쪽
23. ↑  Southgate 2005, xi–xii 49–51, 175–176쪽
24. ↑    - Tucker 2008, 1–10쪽
  - Evans 1999, 238–243쪽
  - Buchanan 2010
  - Fronza 2018, 4쪽
25. ↑  Brown & Sinclair 2024, 417–418쪽
26. ↑  Woolf 2019, 22쪽
27. ↑    - Ritter 1986, 193–195쪽
  - Stevenson 2010, 831쪽
  - HarperCollins 2022
  - Joseph & Janda 2008, 163쪽
  - HarperCollins 2003, 99쪽
  - OED Staff 2024
28. ↑    - HarperCollins 2022
  - Joseph & Janda 2008, 163쪽
  - Stevenson 2010, 831쪽
29. ↑    - Joseph & Janda 2008, 163쪽
  - Hoad 1993, 217쪽
  - Cresswell 2021, § History
  - OED Staff 2024
30. ↑    - Ritter 1986, 195–196쪽
  - HarperCollins 2022
31. ↑    - Berkhofer 2022, 10–11쪽
  - Tosh 2002, 141쪽
32. ↑  Ritter 1986, 268쪽
33. ↑    - Fazal 2023, 140쪽
  - Howell & Prevenier 2001, 1–2쪽
  - Ahlskog 2020, 1–2쪽
  - Kamp 외. 2020, 9–10 쪽
  - Ritter 1986, 268쪽
34. ↑    - Kamp 외. 2020, 19–20쪽
  - Bhat 2019, 203쪽
35. ↑    - Kamp 외. 2020, 35쪽
  - Tosh 2002, 57–58쪽
  - Ritter 1986, 143–144쪽
36. ↑    - Kamp 외. 2020, 36쪽
  - Tosh 2002, 54–58쪽
  - Storey 2013, 32쪽
37. ↑  Arnold 2000, 59–60쪽
38. ↑    - Kamp 외. 2020, 37쪽
  - Tosh 2002, 57–58쪽
39. ↑    - Kamp 외. 2020, 37쪽
  - Tosh 2002, 57–59쪽
40. ↑  Tosh 2002, 57쪽
41. ↑  Tosh 2002, 56–57쪽
42. ↑    - Kamp 외. 2020, 40–45쪽
  - Arnold 2000, 59–60쪽
  - Tosh 2002, 56쪽
43. ↑  Tosh 2002, 87쪽
44. ↑    - Kamp 외. 2020, 70–71쪽
  - Tosh 2002, 59, 87–88쪽
  - Topolski 2012, 432쪽
  - Ritter 1986, 84–86쪽
45. ↑    - Tosh 2002, 90–91쪽
  - Gil & Marsen 2022, 24쪽
46. ↑    - Kamp 외. 2020, 70–71쪽
  - Tosh 2002, 59, 87–88, 91–92쪽
  - Topolski 2012, 432쪽
  - Ritter 1986, 84–86쪽
47. ↑    - Tosh 2002, 140, 171쪽
  - Howell & Prevenier 2001, 71쪽
48. ↑  Tosh 2002, 141쪽
49. ↑    - Berkhofer 2008, 49–50쪽
  - Tosh 2002, 139–143쪽
50. ↑    - Tosh 2002, 142–143쪽
  - Little 2020, § 1. History and its representation
51. ↑  Tosh 2002, 140쪽
52. ↑  Wright 2006
53. ↑    - Kamp 외. 2020, 78쪽
  - Lucas 2004, 50–51쪽
  - Christian 2015, 5–6쪽
54. 1 2  Kamp 외. 2020, 77–78쪽
55. ↑  Oberg 2019, 17쪽
56. ↑  Hedrick 2000, xii쪽
57. ↑    - Tosh 2002, 244–245쪽
  - Howell & Prevenier 2001, 81, 92–93쪽
58. ↑    - Howell & Prevenier 2001, 13–14, 88쪽
  - Berkhofer 2008, 49–50쪽
  - Lloyd 2011, 371–372쪽
59. ↑    - Howell & Prevenier 2001, 13쪽
  - Tosh 2002, 166, 185쪽
60. ↑    - Tosh 2002, 22, 185쪽
  - Berkhofer 2008, 45, 78쪽
61. ↑    - Howell & Prevenier 2001, 13–14쪽
  - Tosh 2002, 27, 224–225쪽
62. ↑    - Howell & Prevenier 2001, 110–111쪽
  - Tosh 2002, 121, 133쪽
63. ↑    - Howell & Prevenier 2001, 113–114쪽
  - Tosh 2002, 238쪽
64. ↑    - Tosh 2002, 108–109쪽
  - Lemon 1995, 112쪽
  - Jordanova 2000, 34–35쪽
  - Veysey 1979, 1쪽
65. ↑    - Kamp 외. 2020, 78쪽
  - Christian 2008, 97–99쪽
  - Jordanova 2000, 34쪽
66. ↑    - Van Nieuwenhuyse 2020, 375쪽
  - Christian 2008, 98–99쪽
  - Stearns 2001, Table of Contents
  - Christian 2015, 7쪽
67. ↑    - Christian 2015, 5–7쪽
  - Northrup 2015, 110–111쪽
68. ↑    - Christian 2015, 5–6쪽
  - Northrup 2015, 110–111쪽
69. ↑    - Hsu 1993, 161쪽
  - Arcodia & Basciano 2021, xv쪽
70. ↑  Northrup 2015, 111쪽
71. ↑  Tuniz & Vipraio 2016, 27, 43–44쪽
72. ↑    - Tuniz & Vipraio 2016, 1, 10쪽
  - Stearns 2010, 17–20쪽
  - Aldenderfer 2011, 4쪽
73. ↑    - Christian 2015, 2쪽
  - Stearns 2010, 17–20쪽
  - Wragg-Sykes 2016, 195, 199, 211, 221쪽
74. ↑    - Aldenderfer 2011, 1쪽
  - Tuniz & Vipraio 2016, v쪽
75. ↑    - Stearns 2010, 19–32쪽
  - Bulliet 외. 2015, 1–2, 89–90쪽
  - Ackermann 외. 2008, xxix–xxxix쪽
76. ↑    - Stearns 2010, 33–36쪽
  - Bulliet 외. 2015, 193–194, 291–292쪽
77. ↑    - Stearns 2010, 36쪽
  - Bulliet 외. 2015, 401쪽
78. ↑    - Stearns 2010, 36–39쪽
  - Bulliet 외. 2015, 401–402쪽
79. ↑  Pozdnyakova 외. 2018, 12쪽
80. ↑    - Stearns 2010, 39–46쪽
  - Bulliet 외. 2015, 537–538, 677–678, 817–818쪽
81. ↑    - Tosh 2002, 108–109쪽
  - Jordanova 2000, 34, 46–47쪽
82. ↑    - Diamond 1999, 22, 25–32쪽
  - Darby 2002, 14쪽
  - Baker 2003, 23쪽
  - Jordanova 2000, 34, 46–47쪽
83. ↑    - Darby 2002, 14쪽
  - Michelet 1871, v쪽
84. ↑    - Tosh 2002, 108–109쪽
  - Jordanova 2000, 46–47쪽
85. ↑  Ackermann 외. 2008, 373–374쪽
86. ↑    - Fisher 2014, 127쪽
  - Tuniz & Vipraio 2016, 12쪽
  - Stearns 2010, 17–20쪽
87. ↑    - Iliffe 2007, 5쪽
  - Stearns 2010, 24–25쪽
88. ↑  Asante 2024, 92쪽
89. ↑    - Shillington 2018, 93–94쪽
  - Iliffe 2007, 2, 42–45쪽
90. ↑    - Shillington 2018, 103쪽
  - Iliffe 2007, 131–132쪽
91. ↑  Iliffe 2007, 193–195쪽
92. ↑    - Shillington 2018, 417쪽
  - Iliffe 2007, 242, 253, 260, 267–268쪽
93. ↑    - Tuniz & Vipraio 2016, 15쪽
  - Headrick 2009, 6쪽
  - Wragg-Sykes 2016, 199쪽
94. ↑    - Mason 2005, 17–18쪽
  - Murphey & Stapleton 2019, 10–13쪽
  - Cotterell 2011, xiii, 3–4쪽
  - AASA 2011, 3–4쪽
  - Stearns 2010, 24–25쪽
95. ↑    - Cotterell 2011, xiii–xiv쪽
  - AASA 2011, 3–4쪽
96. ↑    - Cotterell 2011, 256–257쪽
  - Mason 2005, 77–78쪽
97. ↑    - Mason 2005, 111–112, 167–168쪽
  - Murphey & Stapleton 2019, 282–283쪽
  - Cotterell 2011, xvii–xviii쪽
  - Rana 2012, 13–14쪽
98. ↑    - Murphey & Stapleton 2019, 445쪽
  - Mason 2005, 1쪽
  - Rana 2012, 13–14쪽
99. 1 2  Roberts 1997, § The Importance of the Classical Past, § The Greeks, § An Attempt to Summarize
100. ↑  Tuniz & Vipraio 2016, 12쪽
101. ↑    - Roberts 1997, § The Importance of the Classical Past, § The Rise of Roman Power, § Empire
  - Black 2021, § What is Europe?
102. ↑    - Roberts 1997, § Decline and Fall in the West, § Christiandom
  - Black 2021, § What is Europe?
103. ↑    - Roberts 1997, § Launching Modern History 1500–1800
  - Stearns 2010, 36–39쪽
  - Bulliet 외. 2015, 401–402쪽
104. ↑    - Roberts 1997, § The European Age
  - Stearns 2010, 39–42쪽
  - Bulliet 외. 2015, 677–678쪽
105. ↑    - Roberts 1997, § Europe's Twentieth Century: The Era of European Civil War
  - Stearns 2010, 44쪽
  - Bulliet 외. 2015, 677–678쪽
106. ↑    - Roberts 1997, § Europe in the Cold War and After, § European Integration
  - Alcock 2002, 266–268쪽
  - Stearns 2010, 39–46쪽
  - Bulliet 외. 2015, 677–678, 817–818쪽
  - Andrén 2022, 298, 304쪽
107. ↑    - Fisher 2014, 127쪽
  - Tuniz & Vipraio 2016, 12쪽
108. ↑    - Ackermann 외. 2008, xvii–xix쪽
  - Fernández-Armesto 2003, § Between Colonizations: The Americas' First 'Normalcy'
  - Dorling Kindersley 2018, 94–95쪽
109. ↑    - Fernández-Armesto 2003, § Between Colonizations: The Americas' First 'Normalcy'
  - Dorling Kindersley 2018, 94–95쪽
110. ↑    - Fernández-Armesto 2003, § Colonial Americas: Divergence and its Limits, § The Independence Era
  - Stearns 2010, 36–38쪽
  - Dorling Kindersley 2018, 95쪽
111. ↑    - Fernández-Armesto 2003, § The Independence Era
  - Raab & Rinke 2019, 20쪽
112. ↑    - Fernández-Armesto 2003, § The American Century
  - Bulliet 외. 2015, 817–818쪽
113. ↑    - Tuniz & Vipraio 2016, 12쪽
  - Lawson 2024, 57쪽
  - d'Arcy 2012, § Indigenous Exploration and Colonization of the Region
114. ↑    - Lawson 2024, 32, 57쪽
  - d'Arcy 2012, § Indigenous Exploration and Colonization of the Region
115. ↑    - Lawson 2024, 59–60, 85–86쪽
  - d'Arcy 2012, § The Intersection of European and Indigenous Worlds, § The Impact of Pre-Colonial European Influences, § European Settler Societies and Plantation Colonies
116. ↑    - d'Arcy 2012, § Times of Anxiety: World Wars, Pandemic, and Economic Depression, § Post-War Themes: The Nuclear Pacific, Decolonization, and the Search for Identity
  - Lawson 2024, xii, 2, 96쪽
117. ↑    - Jordanova 2000, 34–35쪽
  - Yurdusev 2003, 24쪽
  - Tosh 2002, 109쪽
  - Gardiner 1988, 1–3쪽
118. ↑    - Tosh 2002, 109, 122쪽
  - Jordanova 2000, 34–35쪽
  - Gardiner 1988, 1–3쪽
119. ↑    - Tosh 2002, 109–110쪽
  - Jordanova 2000, 35–36쪽
120. ↑    - Tosh 2002, 110쪽
  - Arnold 2000, 16–17, 33–34, 41쪽
  - Woolf 2019, 21–25쪽
121. ↑  Devries 2004
122. ↑    - Tosh 2002, 112–113쪽
  - Watt 외. 1988, 131–133쪽
123. ↑    - Howard 외. 1988, 4–5쪽
  - Morillo 2017, § 1. An Introduction to Military History
124. ↑    - Tosh 2002, 122–124쪽
  - Coleman 외. 1988, 31–32쪽
125. ↑    - Samuel 외. 1988, 48–51쪽
  - Tosh 2002, 125–127쪽
  - Stearns 2021
126. ↑    - Collinson 외. 1988, 58–59쪽
  - Tosh 2002, 101, 236–237, 286쪽
  - Burke 2019, § Introduction
127. ↑    - Tosh 2002, 272–273쪽
  - Collini 외. 1988, 105–106, 109–110쪽
128. ↑    - Santinello & Piaia 2010, 487–488쪽
  - Verene 2008, 6–8쪽
129. ↑    - Porter 외. 1988, 78–79쪽
  - Williams 2024, § Lead section
130. ↑  Potts 외. 1988, 96–104쪽
131. ↑  Hughes 2016, 1쪽
132. ↑    - Tosh 2002, 101, 112–113, 124–125, 127, 129쪽
  - Yapp 외. 1988, 155, 158쪽
  - Antonellos & Rantall 2017, 115쪽
  - Buchanan 2024, Lead section
  - Ramsay 2008, 283쪽
133. ↑    - Tosh 2002, 244–245쪽
  - Howell & Prevenier 2001, 81, 92–93쪽
  - Zaagsma 2023, § Introduction
  - Jordanova 2000, 49–50쪽
134. ↑  Wong 2005, 416–417쪽
135. ↑    - Sitton, Mehaffy & Davis 2011, 4쪽
  - Abrams 2016, 2. The Peculiarities of Oral History
  - Miller 2024, 157–158쪽
  - Thomson 2012, 80쪽
136. ↑    - Zhao 2023, 9–10쪽
  - Birke, Butter & Köppe 2011, 7쪽
137. ↑    - Howell & Prevenier 2001, 13–14, 113–114쪽
  - Tosh 2002, 27, 224–225, 238쪽
  - Veysey 1979, 1쪽
138. 1 2    - Christian 2015, 3쪽
  - Stearns 2010, 11–13, 17–20쪽
139. ↑    - Bod 2013, 260쪽
  - O'Hara 2019, 176쪽
140. ↑    - Tosh 2002, 113–115쪽
  - De Armond 2023, 75쪽
141. ↑    - Glassberg 1996, 7–8쪽
  - Tosh 2002, xiv–xv쪽
  - Stanton 2017, 224쪽
142. ↑    - Fagan & Durrani 2019, § Written Records, Oral History, and Archaeology
  - Wright 2006
  - Tosh 2002, 1–3, 295쪽
143. ↑    - Woolf 2019, 20–21쪽
  - Wright 2006
  - Lefkowitz 2008, 353–354쪽
144. ↑    - Woolf 2019, 21–23쪽
  - Wright 2006
  - Jensen, § 1. Ancient through Medieval
  - Lefkowitz 2008, 354–355쪽
145. ↑  Woolf 2019, 22–23쪽
146. ↑    - Woolf 2019, 23–24쪽
  - Jensen, § 1. Ancient through Medieval
  - Lefkowitz 2008, 356쪽
147. ↑    - Woolf 2019, 26쪽
  - Comber 2006, 38–39쪽
148. ↑    - Woolf 2019, 28–30, 34쪽
  - 틀:괄호 없는 하버d 인용
149. ↑    - Woolf 2019, 40–41쪽
  - Lo 1998
150. ↑    - Woolf 2019, 35–39, 41–42쪽
  - Morgan 2006, 14–15쪽
151. ↑    - Wright 2006
  - Woolf 2019, 39–43쪽
152. ↑    - Vašíček 2008, 33–34쪽
  - Bayly 2006, 664–665쪽
  - Singh 2008, 18–19쪽
153. ↑    - Woolf 2019, 49–50쪽
  - Wright 2020
  - Breisach 2005, § Christian Traditional Historiography
154. ↑    - Woolf 2019, 49–52, 55쪽
  - Wright 2006
  - Breisach 2005, § Christian Traditional Historiography
155. ↑    - Woolf 2019, 56–57쪽
  - Wright 2006
  - Breisach 2005, § Islamic Traditional Historiography
  - Morgan 2006, 9–10쪽
156. ↑    - Woolf 2019, 57, 60쪽
  - Wright 2006
  - Breisach 2005, § Islamic Traditional Historiography
  - Morgan 2006, 11, 14쪽
157. ↑    - Woolf 2019, 64–65쪽
  - Breisach 2005, § Chinese Traditional Historiography
158. ↑  Woolf 2019, 68–69, 84쪽
159. ↑    - Woolf 2019, 67–68쪽
  - Breisach 2005, § Japanese Traditional Historiography
160. ↑  Woolf 2019, 84쪽
161. ↑    - Woolf 2019, 78, 89, 124쪽
  - Breisach 2005, § The Age of Anthropocentric Historiography
  - Jensen, § 2. Humanism through Renaissance
  - Arnold 2000, 26–27쪽
162. ↑    - Wright 2006
  - Woolf 2019, 129–130, 134, 166–167쪽
  - Arnold 2000, 46–51쪽
163. ↑    - Woolf 2019, 99–100쪽
  - Mittag 2012, 27–28쪽
  - Ng 2012, 60–62쪽
164. ↑    - Woolf 2019, 101–106쪽
  - Quinn 2020, 1–4, 8–10쪽
165. ↑  Woolf 2019, 5, 106–114쪽
166. ↑    - Wright 2006
  - Woolf 2019, 176–177쪽
167. ↑    - Wright 2006
  - Woolf 2019, 174–177쪽
  - Jensen, § 5. 19th Century Scientific Historiography
  - Moloughney & Zarrow 2012, 2쪽
168. ↑    - Wright 2006
  - Jensen, § 5. 19th Century Scientific Historiography
  - Woolf 2019, 184–185쪽
169. ↑    - Wright 2006
  - Woolf 2019, 187–189쪽
  - Jensen, § 4. 19th Century Teleological Systems
170. ↑  Woolf 2019, 5–6, 196–197, 215–216쪽
171. ↑    - Woolf 2019, 216–217, 279–280쪽
  - Wright 2006
172. ↑    - Wright 2006
  - Woolf 2019, 229–230쪽
173. ↑  Woolf 2019, 239–240, 242–245쪽
174. ↑    - Wright 2006
  - Woolf 2019, 232, 247–249, 255–256쪽
175. ↑  Woolf 2019, 262–264, 268–269쪽
176. ↑    - Woolf 2019, 251–252쪽
  - Collini 외. 1988, 105–107쪽
177. ↑    - Moore 2006, 918–919쪽
  - Woolf 2019, 6, 297–300쪽
  - Wright 2006
178. ↑  Woolf 2019, 60쪽
179. ↑    - Woolf 2019, 3쪽
  - Tucker 2011, xii, 2쪽
  - Ritter 1986, 188–189쪽
  - Little 2020, § 4. Historiography and the Philosophy of History
180. ↑    - Little 2020, § 4. Historiography and the Philosophy of History
  - Lloyd 2011, 371, 374쪽
181. ↑    - Little 2020, § 4. Historiography and the Philosophy of History
  - Cheng 2012, 1–2쪽
182. ↑    - Howell & Prevenier 2001, 110–111쪽
  - Tosh 2002, 121, 133쪽
  - Little 2020, § 4. Historiography and the Philosophy of History
183. ↑    - Little 2020, § 4. Historiography and the Philosophy of History
  - Bentley 2006, xi, xv쪽
  - Cheng 2012, 1–2쪽
184. ↑  Paul 2015, xv, 2–3, 12–13쪽
185. ↑    - Carr 2006, Lead section
  - Jensen, Lead section
  - Little 2020, Lead section, § 1. History and its representation
  - Paul 2015, 10쪽
186. ↑    - Little 2020, Lead section, § 1. History and its representation
  - Paul 2015, 10쪽
187. ↑    - Stanford 1998, 85–87쪽
  - Little 2020, § 3.3 Causation in history
188. ↑    - Carr 2006, § 2. "Critical" Philosophy of History: Philosophical Reflection on Historical Knowledge
  - Little 2020, § 3.1 General laws in history?, § 3.3 Causation in history
189. ↑    - Little 2020, § 2.2 Does history possess directionality?
  - Stanford 1998, 74–75쪽
  - Paul 2015, 10쪽
  - Kleingeld 2006, xxi쪽
190. ↑    - Lemon 2003, 390–391쪽
  - Jackson & Xidias 2017, 21쪽
191. ↑    - Little 2020, § 4. Historiography and the philosophy of history
  - Heller 2016, § 14. The Specificity of Philosophy of History
192. ↑    - Lemon 2003, 125쪽
  - Stanford 1998, 155쪽
  - Carr 2006, § 4. Historicity, Historicism and the Historicization of Philosophy
  - Vision 2023, § VI Truth Epistemologized: 6. Historicism
193. ↑    - Little 2020, § 3.2 Historical objectivity
  - Carr 2006, § 2. "Critical" Philosophy of History: Philosophical Reflection on Historical Knowledge
  - Stanford 1998, 50–53쪽
  - Paul 2015, 10쪽
  - Carr 1990, 7–8, 21–22쪽
  - Evans 1999, 1–4쪽
194. ↑    - Dray 2021, 58쪽
  - Wineburg 2018, 56쪽
  - Fasolt 2013, xix쪽
  - Trevelyan 1947, 1–2쪽
  - Groot 2016, 173쪽
  - Jenkins 2003, xi–xii, 44–45쪽
195. ↑  Donnelly & Norton 2012, 35–39쪽
196. 1 2  Jenkins 2003, 16–18쪽
197. ↑  Donnelly & Norton 2012, 35–36쪽
198. ↑  Jenkins 2003, 12–15쪽
199. ↑    - Carr 1990, 16–19쪽
  - Donnelly & Norton 2012, 112–113쪽
200. ↑  Jenkins 2003, 15쪽
201. ↑  Kragh 1987, 56–57쪽
202. ↑    - Kragh 1987, 58–60쪽
  - Tucker 2008, 3–4쪽
203. ↑  Davies 1990, 160쪽
204. ↑  Donnelly & Norton 2012, 100쪽
205. ↑  Summerfield 2019, § Introduction
206. 1 2  Donnelly & Norton 2012, 104–106쪽
207. 1 2  Metzger & Harris 2018, 2쪽
208. ↑    - Hughes, Cox & Godard 2013, 4–5, 10–11쪽
  - Metzger & Harris 2018, 3쪽
  - Levstik & Thornton 2018, 476–477쪽
  - Cooper 1995, 3–4쪽
209. ↑    - Levstik & Thornton 2018, 477쪽
  - Cooper 1995, 110–112쪽
210. ↑    - Sharp 외. 2021, 66–67, 71쪽
  - Hunt 2006, 49쪽
  - Phillips 2008, 34, 48–50쪽
211. ↑    - van Hover & Hicks 2018, 407–408쪽
  - Metzger & Harris 2018, 6–7쪽
  - Hunt 2006, 36쪽
  - Grant 2018, 422–428쪽
212. ↑    - Metzger & Harris 2018, 6쪽
  - Cooper 1995, 2쪽
  - Liu 외. 2024, 623쪽
213. ↑    - Metzger & Harris 2018, 3, 6–7쪽
  - Sharp 외. 2021, 49쪽
  - Hunt 2006, 6–7쪽
  - Miguel-Revilla 외. 2024, 1–2쪽
214. ↑    - Sharp 외. 2021, 49쪽
  - Zajda 2015, 5–6쪽
215. ↑    - Girard & Harris 2018, 258쪽
  - Schneider 2008, 107–108쪽
216. ↑  Schneider 2008, 107–108쪽
217. 1 2    - Stoddard 2018, 631–632쪽
  - Clark & Grever 2018, 181쪽
218. ↑    - Clark & Grever 2018, 181, 184쪽
  - Korte & Paletschek 2014, 7–8쪽
219. ↑    - Leavy 2011, 4쪽
  - Abrams 2016, 2. The Peculiarities of Oral History
220. ↑    - Tuniz & Vipraio 2016, v쪽
  - Kamp 외. 2020, 36쪽
  - Manning 2020, 1–2쪽
  - Norberg & Deutsch 2023, 15쪽
  - Aldenderfer 2011, 1쪽
221. ↑  Renier 2016, 111–112쪽
222. ↑    - Tuniz & Vipraio 2016, v, 1, 15쪽
  - Tosh 2002, 11, 55쪽
223. ↑  Gaskell & Carter 2020, 1–5쪽
224. ↑  Manning 2020, 2–3쪽
225. ↑    - Tuniz & Vipraio 2016, 4, 10, 13–16쪽
  - Relethford 2012, 237쪽
226. ↑    - Tuniz & Vipraio 2016, v, 1, 11, 19쪽
  - Tosh 2002, 34, 205쪽
227. ↑    - Tosh 2002, 90, 186–187쪽
  - Lewis 2012, § The Disciplines of Space and Time
228. ↑  Manning 2020, 3쪽
229. ↑    - Southgate 2005, xi, 21쪽
  - Arnold 2000, 121쪽
  - White & Millett 2019, 419–421쪽
230. ↑    - Wiles 1978, 4–6쪽
  - Johnson 2024, § 10. Historiography and History
  - Law 2012, 1쪽
231. ↑    - Porter 외. 1988, 78–79쪽
  - Verene 2008, 6–8쪽
  - Potts 외. 1988, 96–104쪽

## 참고 자료
- Abrams, Lynn (2016). 《Oral History Theory》 (영어) 2판. Routledge. ISBN 978-1-317-27798-9.
- Ackermann, Marsha E.; Schroeder, Michael J.; Terry, Janice J.; Upshur, Jiu-Hwa Lo; Whitters, Mark F., 편집. (2008). 《Encyclopedia of World History 1: The Ancient World, Prehistoric Eras to 600 CE》. Facts on File. ISBN 978-0-8160-6386-4.
- Ahlskog, Jonas (2020). 《The Primacy of Method in Historical Research: Philosophy of History and the Perspective of Meaning》 (영어). Routledge. ISBN 978-1-000-28524-6.
- Alcock, A. (2002). 《A Short History of Europe: From the Greeks and Romans to the Present Day》 (영어). Palgrave Macmillan. doi:10.1057/9780230597426. ISBN 978-0-230-59742-6.
- Aldenderfer, Mark (2011). 〈Era 1: Beginnings of Human Society to 4000 BCE〉. 《World History Encyclopedia》 (영어) 2. Greenwood Publishing Group. 1–327쪽. ISBN 978-1-85109-930-6.
- Allchin, Douglas (2004). 《Pseudohistory and Pseudoscience》. 《Science & Education》 13. 179–195쪽. Bibcode:2004Sc&Ed..13..179A. doi:10.1023/B:SCED.0000025563.35883.e9.
- Andrén, Mats (2022). 《Thinking Europe: A History of the European Idea since 1800》 (영어) 46. Berghahn Books. ISBN 978-1-80073-570-5. JSTOR j.ctv36cj83p.
- Antonellos, Steven; Rantall, Jayne (2017). 《Indigenous History: A Conversation》. 《Australasian Journal of American Studies》 36. 115–128쪽. JSTOR 26532936.
- Arcodia, Giorgio Francesco; Basciano, Bianca (2021). 〈Periodization of Chinese History〉. 《Chinese Linguistics: An Introduction》 (영어). Oxford University Press. xv쪽. doi:10.1093/oso/9780198847830.001.0001. ISBN 978-0-19-884783-0.
- Arnold, John (2000). 《History: A Very Short Introduction》 (영어). Oxford University Press. doi:10.1093/actrade/9780192853523.001.0001. ISBN 978-0-19-285352-3.
- Asante, Molefi Kete (2024). 《The History of Africa: The Quest for Eternal Harmony》 (영어) 4판. Routledge. doi:10.4324/9781003351306. ISBN 978-1-003-81615-7.
- Association of Academies of Sciences in Asia (AASA) (2011). 《Towards a Sustainable Asia: The Cultural Perspectives》. China Science Publishing & Media and Springer Science+Business Media. doi:10.1007/978-3-642-16669-3. ISBN 978-7-03-029011-3.
- Baker, Alan R. H. (2003). 《Geography and History: Bridging the Divide》 (영어). Cambridge University Press. ISBN 978-0-521-28885-9.
- Bayly, C. A. (2006). 〈Modern Indian Historiography〉.   Bentley, Michael. 《Companion to Historiography》 (영어). Routledge. 663–677쪽. doi:10.4324/9780203991459. ISBN 978-1-134-97023-0.
- Bentley, Michael (2006). 〈General Introduction: The Project of Historiography〉.   Bentley, Michael. 《Companion to Historiography》 (영어). Routledge. xi–xvi쪽. doi:10.4324/9780203991459. ISBN 978-1-134-97023-0.
- Berkhofer, R. (2008). 《Fashioning History: Current Practices and Principles》 (영어). Springer. doi:10.1057/9780230617209. ISBN 978-0-230-61720-9.
- Berkhofer, Robert F. (2022). 《Forgeries and Historical Writing in England, France, and Flanders, 900–1200》 (영어). Boydell Press. doi:10.2307/j.ctv24tr8rg. ISBN 978-1-78327-691-2. JSTOR j.ctv24tr8rg.
- Bhat, P. Ishwara (2019). 〈Historical Legal Research〉. 《Idea and Methods of Legal Research》 (영어). Oxford University Press India. 198–229쪽. doi:10.1093/oso/9780199493098.003.0007. ISBN 978-0-19-909830-9.
- Birke, Dorothee; Butter, Michael; Köppe, Tilmann (2011). 〈Introduction〉. 《Counterfactual Thinking - Counterfactual Writing》 (영어). de Gruyter. 1–11쪽. doi:10.1515/9783110268669. ISBN 978-3-11-026866-9.
- Black, Jeremy (2021). 《A History of Europe: From Pre-History to the 21st Century》 (영어). Arcturus Publishing. ISBN 978-1-3988-0986-4.
- Bod, Rens (2013). 《A New History of the Humanities: The Search for Principles and Patterns from Antiquity to the Present》 (영어). Oxford University Press. ISBN 978-0-19-966521-1.
- Breisach, Ernst (2005). 〈Historiography: An Overview〉.   Jones, Lindsay. 《Encyclopedia of Religion》 2판. Macmillan Reference. 4024–4035쪽. ISBN 978-0-02-865981-7.
- Brown, Alexander; Sinclair, Adriana (2024). 《Hate Speech Frontiers: Exploring the Limits of the Ordinary and Legal Concepts》 (영어). Cambridge University Press. ISBN 978-1-009-35714-2.
- Buchanan, Ian (2010). 〈Revisionism〉. 《A Dictionary of Critical Theory》 (영어). Oxford University Press. ISBN 978-0-19-953291-9.
- Buchanan, Robert Angus (2024). “History of Technology”. 《Encyclopædia Britannica》 (영어). 2024년 11월 25일에 확인함.
- Bulliet, Richard; Crossley, Pamela; Headrick, Daniel; Hirsch, Steven; Johnson, Lyman; Northrup, David (2015). 《The Earth and Its Peoples: A Global History》 1 6판. Cengage Learning. ISBN 978-1-285-44567-0. 2024년 4월 29일에 원본 문서에서 보존된 문서. 2022년 8월 25일에 확인함.
- Burke, Peter (2019). 《What Is Cultural History?》 (영어) 3판. John Wiley & Sons. ISBN 978-1-5095-2224-8.
- Carr, Edward Hallett (1990). 《What Is History?》 2판. Penguin. ISBN 978-0-14-013584-8.
- Carr, David (2006). 〈Philosophy of History〉.   Borchert, Donald M. 《Encyclopedia of Philosophy. 7: Oakeshott - Presupposition》 2판. Thomson Gale, Macmillan Reference. 386–399쪽. ISBN 978-0-02-865787-5.
- Cheng, Eileen Ka-May (2012). 《Historiography: An Introductory Guide》 (영어). Continuum. ISBN 978-1-4411-7767-4.
- Christian, David (2008). 《This Fleeting World: A Short History of Humanity》 (영어). Berkshire Publishing. ISBN 978-1-933782-04-1.
- Christian, David (2015). 〈Introduction and Overview〉.   Christian, David. 《The Cambridge World History》 1. Cambridge University Press. 1–38쪽. doi:10.1017/CBO9781139194662. ISBN 978-0-521-76333-2.
- Clark, Anna; Grever, Maria (2018). 〈Historical Consciousness〉.   Metzger, Scott Alan; Harris, Lauren McArthur. 《The Wiley International Handbook of History Teaching and Learning》 (영어). John Wiley & Sons. 177–201쪽. doi:10.1002/9781119100812.ch7. ISBN 978-1-119-10081-2.
- Coleman, D. C.; Floud, Roderick; Barker, T. C.; Daunton, M. J.; Crafts, N. F. R. (1988). 〈What Is Economic History … ?〉.   Gardiner, Juliet. 《What Is History Today … ?》 (영어). Macmillan Education UK. 31–41쪽. doi:10.1007/978-1-349-19161-1_4. ISBN 978-1-349-19161-1.
- Collingwood, R. G. (1967). 〈The Nature and Aims of a Philosophy of History〉. 《Essays in the Philosophy of History》 (영어). University of Texas Press. 34–56쪽. OCLC 17517213.
- Collingwood, R. G. (1993). 《The Idea of History》 (영어). Oxford University Press. ISBN 978-0-19-285306-6.
- Collini, Stefan; Skinner, Quentin; Hollinger, David A.; Pocock, J. G. A.; Hunter, Michael (1988). 〈What Is Intellectual History … ?〉.   Gardiner, Juliet. 《What Is History Today … ?》 (영어). Macmillan Education UK. 105–119쪽. doi:10.1007/978-1-349-19161-1_10. ISBN 978-1-349-19161-1.
- 《Collins Latin Concise Dictionary》 (영어). HarperCollins. 2003. ISBN 978-0-06-053690-9.
- Collinson, Patrick; Brooke, Christopher; Norman, Edward; Lake, Peter; Hempton, David (1988). 〈What Is Religious History … ?〉.   Gardiner, Juliet. 《What Is History Today … ?》 (영어). Macmillan Education UK. 58–68쪽. doi:10.1007/978-1-349-19161-1_6. ISBN 978-1-349-19161-1.
- Comber, Michael (2006). 〈Re-reading the Roman Historians〉.   Bentley, Michael. 《Companion to Historiography》 (영어). Routledge. 38–52쪽. ISBN 978-1-134-97023-0.
- Cooper, Hilary (1995). 《History in the Early Years》 (영어). Routledge. ISBN 978-0-415-10100-4.
- Cotterell, Arthur (2011). 《Asia: A Concise History》 (영어). John Wiley & Sons. ISBN 978-0-470-82959-2.
- Cresswell, Julia (2021). 《Oxford Dictionary of Word Origins》 3판. Oxford University Press. ISBN 978-0-19-886875-0.
- d'Arcy, Paul (2012). 〈Oceania and Australasia〉.   Bentley, Jerry H. 《Oxford Handbook of World History》 (영어). Oxford University Press. 546–563쪽. doi:10.1093/oxfordhb/9780199235810.013.0031. ISBN 978-0-19-923581-0.
- Darby, Henry Clifford (2002). 《The Relations of History and Geography: Studies in England, France and the United States》 (영어). University of Exeter Press. ISBN 978-0-85989-699-3.
- Davies, R. W. (1990). 〈"From E. H. Carr's Files: Notes towards a Second Edition of What Is History?〉.   Carr, Edward Hallett; Davies, R. W. 《What Is History?》 2판. Penguin. 157–184쪽. ISBN 978-0-14-013584-8.
- De Armond, Thea (2023). 〈Toward a Prosopography of Archaeology form the Margins〉.   Moshenska, Gabriel; Lewis, Clare. 《Life-writing in the History of Archaeology: Critical Perspectives》 (영어). UCL Press. 73–90쪽. ISBN 978-1-80008-450-6.
- Devries, Kelly (2004). 〈Catapult〉.   Bradford, James C. 《International Encyclopedia of Military History》 (영어). Routledge. ISBN 978-1-135-95033-0.
- Diamond, Jared (1999). 《Guns, Germs, and Steel: The Fates of Human Societies》 (영어). W. W. Norton & Company. ISBN 978-0-393-06922-8.
- Donnelly, Mark; Norton, Claire (2012). 《Doing History》. Routledge. ISBN 978-1-136-65694-1.
- Dorling Kindersley (2018). 《Timelines of Everything: From Woolly Mammoths to World Wars》 (영어). Dorling Kindersley. ISBN 978-0-241-42807-8.
- Dray, William (2021). 《On History and Philosophers of History》 (영어). Brill. ISBN 978-90-04-45157-5.
- Evans, Richard J. (1999). 《In Defence of History》. W. W. Norton & Company. ISBN 978-0-393-04687-8.
- Evans, Richard J. (2001). 《The Two Faces of E. H. Carr》. 《History in Focus》 (University of London - Institute of Historical Research).
- Evans, Richard J. (2002). 〈Prologue: What Is History? – Now〉.   Cannadine, D. 《What Is History Now?》 (영어). Springer. 1–18쪽. doi:10.1057/9780230204522_1. ISBN 978-0-230-20452-2.
- Fagan, Brian M.; Durrani, Nadia (2019). 《World Prehistory: A Brief Introduction》 (영어) 10판. Routledge. ISBN 978-0-429-77280-1.
- Fasolt, Constantin (2013). 《The Limits of History》 (영어). University of Chicago Press. ISBN 978-0-226-11564-1.
- Fazal, Tanweer (2023). 《'Documents of Power': Historical Method and the Study of Politics》. 《Studies in Indian Politics》 11. 140–149쪽. doi:10.1177/23210230231166179.
- Fernández-Armesto, Felipe (2003). 《The Americas: A Hemispheric History》. Random House. ISBN 978-1-58836-302-2.
- Fisher, Michael H. (2014). 《Migration: A World History》 (영어). Oxford University Press. ISBN 978-0-19-976434-1.
- Fronza, Emanuela (2018). 《Memory and Punishment: Historical Denialism, Free Speech and the Limits of Criminal Law》 (영어). Springer. ISBN 978-94-6265-234-7.
- Gardiner, Juliet (1988). 〈Introduction〉.   Gardiner, Juliet. 《What Is History Today … ?》 (영어). Macmillan Education UK. 1–3쪽. doi:10.1007/978-1-349-19161-1_1. ISBN 978-1-349-19161-1.
- Gaskell, Ivan; Carter, Sarah Anne (2020). 〈Introduction: Why History and Material Culture?〉.   Gaskell, Ivan; Carter, Sarah Anne. 《The Oxford Handbook of History and Material Culture》. Oxford University Press. 1–13쪽. doi:10.1093/oxfordhb/9780199341764.002.0008 (년 이후로 접속 불가 2025-03-09). ISBN 978-0-19-934176-4.
- Gil, Jeffrey; Marsen, Sky (2022). 《Exploring Language in Global Contexts》 (영어). Taylor & Francis. ISBN 978-1-000-59387-7.
- Girard, Brian; Harris, Lauren McArthur (2018). 〈Global and World History Education〉.   Metzger, Scott Alan; Harris, Lauren McArthur. 《The Wiley International Handbook of History Teaching and Learning》 (영어). John Wiley & Sons. 253–279쪽. doi:10.1002/9781119100812.ch10. ISBN 978-1-119-10081-2.
- Glassberg, David (1996). 《Public History and the Study of Memory》. 《The Public Historian》 18. 7–23쪽. doi:10.2307/3377910. JSTOR 3377910.
- Grant, S. G. (2018). 〈Teaching Practices in History Education〉.   Metzger, Scott Alan; Harris, Lauren McArthur. 《The Wiley International Handbook of History Teaching and Learning》 (영어). John Wiley & Sons. 419–448쪽. doi:10.1002/9781119100812.ch16. ISBN 978-1-119-10081-2.
- Groot, Jerome de (2016). 《Consuming History: Historians and Heritage in Contemporary Popular Culture》 (영어). Routledge. ISBN 978-1-317-27796-5.
- Haviland, Beverly (1997). 《Henry James' Last Romance: Making Sense of the Past and the American Scene》 (영어). Cambridge University Press. ISBN 978-0-521-56338-3.
- Headrick, Daniel R. (2009). 《Technology: A World History》 (영어). Oxford University Press. ISBN 978-0-19-971366-0.
- Hedrick, Charles W. (2000). 《History and Silence: Purge and Rehabilitation of Memory in Late Antiquity》 (영어). University of Texas Press. ISBN 0-292-73121-3.
- Heller, Agnes (2016). 《A Theory of History》 (영어). Routledge. ISBN 978-1-317-26882-6.
- Hesketh, Ian (2023). 《A History of Big History》 (영어). Cambridge University Press. ISBN 978-1-009-04156-0.
- “History”. 《American Heritage Dictionary》. HarperCollins. 2022. 2024년 12월 8일에 확인함.
- Hoad, T. F. (1993). 《The Concise Oxford Dictionary of English Etymology》. Oxford University Press. ISBN 978-0-19-283098-2.
- Howard, Michael; Bond, Brian; Stagg, J. C. A.; Chandler, David; Best, Geoffrey; Terrine, John (1988). 〈What Is Military History … ?〉.   Gardiner, Juliet. 《What Is History Today … ?》 (영어). Macmillan Education UK. 4–17쪽. doi:10.1007/978-1-349-19161-1_2. ISBN 978-1-349-19161-1.
- Howell, Martha C.; Prevenier, Walter (2001). 《From Reliable Sources: An Introduction to Historical Methods》 (영어). Cornell University Press. ISBN 978-0-8014-8560-2.
- Hsu, Cho-yun (1993). 〈Chinese Periodization〉.   Stearns, Peter N. 《Encyclopedia of Social History》 (영어). Routledge. 161–163쪽. ISBN 978-1-135-58347-7.
- Hughes, J. Donald (2016). 《What Is Environmental History?》 (영어). Polity. ISBN 978-0-7456-8844-2.
- Hughes, Pat; Cox, Kath; Godard, Gillian (2013). 《Primary History Curriculum Guide》 (영어). Routledge. ISBN 978-1-134-12742-9.
- Hunt, Martin (2006). 〈Why Learn History?〉.   Hunt, Martin. 《A Practical Guide to Teaching History in the Secondary School》 (영어). Routledge. 3–14쪽. doi:10.4324/9780203029831. ISBN 978-1-134-19967-9.
- Iliffe, John (2007). 《Africans: The History of a Continent》 2판. Cambridge University Press. ISBN 978-0-521-86438-1.
- Jackson, Ian; Xidias, Jason (2017). 《An Analysis of Francis Fukuyama's The End of History and the Last Man》 (영어). Routledge. ISBN 978-1-351-35127-0.
- Jenkins, Keith (1995). 《On 'What Is History?': From Carr and Elton to Rorty and White》 (영어). Psychology Press. ISBN 978-0-415-09725-3.
- Jenkins, Keith (2003). 《Rethinking History》 (영어) 3판. Routledge. ISBN 978-1-134-40827-6.
- Jensen, Anthony K. “History, Philosophy of”. 《Internet Encyclopedia of Philosophy》. 2024년 11월 30일에 확인함.
- Johnson, Peter (2024). 《R. G. Collingwood and Christianity: Faith, Philosophy and Politics》 (영어). Bloomsbury Publishing. ISBN 978-1-350-46543-5.
- Jordanova, Ludmilla (2000). 《History in Practice》 (영어). Arnold Publishers. ISBN 978-0-340-66331-8.
- Joseph, Brian; Janda, Richard (2008). 〈On Language, Change, and Language Change - Or, Of History, Linguistics, and Historical Linguistics〉.   Joseph, Brian; Janda, Richard. 《The Handbook of Historical Linguistics》 (영어). John Wiley & Sons. 3–180쪽. doi:10.1002/9780470756393.ch. ISBN 978-0-470-75633-1.
- Kamp, Jeannette; Legêne, Susan; Rossum, Matthias van; Rümke, Sebas (2020). 《Writing History!: A Companion for Historians》 (영어). Amsterdam University Press. ISBN 978-90-485-3762-4.
- Kipfer, Barbara Ann (2000). 《Encyclopedic Dictionary of Archaeology》 (영어). Springer. ISBN 978-0-306-46158-3.
- Kleingeld, Pauline (2006). 〈Editor's Introduction〉. 《Toward Perpetual Peace and Other Writings on Politics, Peace, and History》 (영어). Yale University Press. xv–xxiv쪽. ISBN 978-0-300-11794-3.
- Korte, Barbara; Paletschek, Sylvia (2014). 〈Introduction〉.   Korte, Barbara; Paletschek, Sylvia. 《Popular History Now and Then: International Perspectives》 (영어). transcript Verlag. 7–12쪽. ISBN 978-3-8394-2007-2.
- Kragh, Helge (1987). 《An Introduction to the Historiography of Science》 (영어). Cambridge University Press. ISBN 978-0-521-38921-1.
- Law, David R. (2012). 《The Historical-Critical Method: A Guide for the Perplexed》. Continuum. ISBN 978-0-567-40012-3.
- Lawson, Stephanie (2024). 《Regional Politics in Oceania: From Colonialism and Cold War to the Pacific Century》 (영어). Cambridge University Press. ISBN 978-1-009-42758-6.
- Leavy, Patricia (2011). 《Oral History: Understanding Qualitative Research》. Oxford University Press. ISBN 978-0-19-539509-9.
- Lefkowitz, Mary (2008). 〈Historiography and Myth〉.   Tucker, Aviezer. 《A Companion to the Philosophy of History and Historiography》 (영어). John Wiley & Sons. 353–361쪽. doi:10.1002/9781444304916.ch31. ISBN 978-1-4443-0491-6.
- Lemon, Michael C. (1995). 《The Discipline of History and the History of Thought》. Routledge. ISBN 978-0-415-12346-4.
- Lemon, M. C. (2003). 《Philosophy of History: A Guide for Students》 (영어). Routledge. ISBN 978-1-134-71746-0.
- Levstik, Linda S.; Thornton, Stephen J. (2018). 〈Reconceptualizing History for Early Childhood Through Early Adolescence〉.   Metzger, Scott Alan; Harris, Lauren McArthur. 《The Wiley International Handbook of History Teaching and Learning》 (영어). John Wiley & Sons. 473–501쪽. doi:10.1002/9781119100812.ch18. ISBN 978-1-119-10081-2.
- Lewis, Martin W. (2012).  Bentley, Jerry H., 편집. 《Geographies》 (영어). Oxford University Press. ISBN 978-0-19-923581-0.
- Little, Daniel (2020). “Philosophy of History”. 《The Stanford Encyclopedia of Philosophy》. Metaphysics Research Lab, Stanford University. 2024년 11월 7일에 확인함.
- Liu, Fangfang; Wang, Yiyun; Zhang, Zeyu; Zhu, Linkai; Li, Guang (2024). 〈Interdisciplinary Curriculum Design and Quasi-Experimental AI-Study of Junior High School History from the Perspective of Core Competencies〉.   Feng, Yongjun; Bhattacharjya, Aniruddha; Diao, Junfeng; Ghlamallah, Nahed Rajaa. 《Proceedings of the 4th International Conference on Internet, Education and Information Technology (IEIT 2024)》. Springer. 622–628쪽. doi:10.2991/978-94-6463-574-4_71. ISBN 978-94-6463-574-4.
- Lloyd, Christopher (2011). 〈Historiographic Schools〉.   Tucker, Aviezer. 《A Companion to the Philosophy of History and Historiography》 (영어). John Wiley & Sons. 371–380쪽. doi:10.1002/9781444304916.ch33. ISBN 978-1-4443-5152-1.
- Lo, Yuet Keung (1998). 〈Sima Qian [Ssu-ma Ch'ien] (145–85 BC)〉.   Woolf, D.R. 《A Global Encyclopedia of Historical Writing: K-Z》 (영어) 2. Garland Publishing. 835쪽. ISBN 978-0-8153-1514-8.
- Lucas, Gavin (2004). 《The Archaeology of Time》 (영어). Routledge. ISBN 978-1-134-38427-3.
- Manning, Patrick (2020). 《Methods for Human History: Studying Social, Cultural, and Biological Evolution》 (영어). Springer. ISBN 978-3-030-53882-8.
- Mason, Colin (2005). 《A Short History of Asia》 2판. Palgrave Macmillan. ISBN 978-1-4039-3611-0.
- Metzger, Scott Alan; Harris, Lauren McArthur (2018). 〈Introduction〉.   Metzger, Scott Alan; Harris, Lauren McArthur. 《The Wiley International Handbook of History Teaching and Learning》 (영어). John Wiley & Sons. 1–10쪽. doi:10.1002/9781119100812.ch0. ISBN 978-1-119-10081-2.
- Michelet, Jules (1871). 〈Préface de 1869〉. 《Histoire de France》 (프랑스어) 1. Librairie Internationale. i–xxxviii쪽.
- Miguel-Revilla, Diego; López-Torres, Esther; Ortuño-Molina, Jorge; Molina-Puche, Sebastián (2024). 《Cultural Heritage and Iconic Elements for History Education: A Study with Primary Education Prospective Teachers in Spain》. 《Humanities and Social Sciences Communications》 11. doi:10.1057/s41599-024-04123-w.
- Miller, Bruce Granville (2024). 《Oral History on Trial: Recognizing Aboriginal Narratives in the Courts》 (영어). UBC Press. ISBN 978-0-7748-2073-8.
- Mittag, Achim (2012). 〈Chinese Official Historical Writing under the Ming and Qing〉.   Rabasa, José; Sato, Masayuki; Tortarolo, Edoardo; Woolf, Daniel. 《The Oxford History of Historical Writing: Volume 3: 1400-1800》 (영어). Oxford University Press. 24–42쪽. doi:10.1093/acprof:osobl/9780199219179.003.0002. ISBN 978-0-19-162944-0.
- Moloughney, Brian; Zarrow, Peter (2012). 〈Making History Modern: The Transformation of Chinese Historiography, 1895–1937〉.   Moloughney, Brian; Zarrow, Peter. 《Transforming History: The Making of a Modern Academic Discipline in Twentieth-Century China》 (영어). The Chinese University of Hong Kong Press. ISBN 978-962-996-479-5.
- Moore, R. I. (2006). 〈World History〉.   Bentley, Michael. 《Companion to Historiography》 (영어). Routledge. 918–936쪽. ISBN 978-1-134-97023-0.
- Morgan, David (2006). 〈The Evolution of Two Asian Historiographical Traditions〉.   Bentley, Michael. 《Companion to Historiography》 (영어). Routledge. 9–19쪽. ISBN 978-1-134-97023-0.
- Morillo, Stephen (2017). 《What Is Military History?》 (영어). John Wiley & Sons. ISBN 978-1-5095-1764-0.
- Munslow, Alun (2001). 《What History Is》. 《History in Focus》 (University of London - Institute of Historical Research).
- Murphey, Rhoads; Stapleton, Kristin (2019). 《A History of Asia》 (영어). Routledge. ISBN 978-1-351-23189-3.
- Ng, On-cho (2012). 〈Private Historiography in Late Imperial China〉.   Rabasa, José; Sato, Masayuki; Tortarolo, Edoardo; Woolf, Daniel. 《The Oxford History of Historical Writing: Volume 3: 1400-1800》 (영어). Oxford University Press. 60–79쪽. doi:10.1093/acprof:osobl/9780199219179.003.0004. ISBN 978-0-19-162944-0.
- Norberg, Matilda Baraibar; Deutsch, Lisa (2023). 《The Soybean Through World History: Lessons for Sustainable Agrofood Systems》 (영어). Taylor & Francis. ISBN 978-1-000-90347-8.
- Northrup, David R. (2015). 〈From Divergence to Convergence: Centrifugal and Centripetal Forces in History〉.   Christian, David. 《The Cambridge World History》. Cambridge University Press. 110–131쪽. doi:10.1017/CBO9781139194662. ISBN 978-0-521-76333-2.
- O'Hara, Phillip Anthony (2019). 〈History of Institutional Economics〉.   Sinha, Ajit; Thomas, Alex M. 《Pluralistic Economics and Its History》 (영어). Taylor & Francis. 171–190쪽. doi:10.4324/9780429278860-12. ISBN 978-1-000-00183-9.
- Oberg, Barbara B. (2019). 《Women in the American Revolution: Gender, Politics, and the Domestic World》 (영어). University of Virginia Press. ISBN 978-0-8139-4260-5.
- OED Staff (2024). “History, n.”. 《Oxford English Dictionary Online》. Oxford University Press. doi:10.1093/OED/9602520444.
- Parrott, Linda J.; Hake, Don F. (1983). 《Toward a Science of History》. 《The Behavior Analyst》 6. 121–132쪽. doi:10.1007/BF03392391. PMC 2741978. PMID 22478582.
- Paul, Herman (2015). 《Key Issues in Historical Theory》. Routledge. ISBN 978-1-138-80272-8.
- Phillips, Ian (2008). 《Teaching History: Developing as a Reflective Secondary Teacher》 (영어). Sage. ISBN 978-1-4462-4538-5.
- Porter, Roy; Shapin, Steven; Schaffer, Simon; Young, Robert M.; Cooter, Roger; Crosland, Maurice (1988). 〈What Is the History of Science … ?〉.   Gardiner, Juliet. 《What Is History Today … ?》 (영어). Macmillan Education UK. 69–81쪽. doi:10.1007/978-1-349-19161-1_7. ISBN 978-1-349-19161-1.
- Potts, Alex; House, John; Hope, Charles; Gretton, Tom (1988). 〈What Is the History of Art … ?〉.   Gardiner, Juliet. 《What Is History Today … ?》 (영어). Macmillan Education UK. 96–104쪽. doi:10.1007/978-1-349-19161-1_9. ISBN 978-1-349-19161-1.
- Pozdnyakova, Ulyana A.; Golikov, Vyacheslav V.; Peters, Irina A.; Morozova, Irina A. (2018). 〈Genesis of the Revolutionary Transition to Industry 4.0 in the 21st Century and Overview of Previous Industrial Revolutions〉.   Popkova, Elena G.; Ragulina, Yulia V.; Bogoviz, Aleksei V. 《Industry 4.0: Industrial Revolution of the 21st Century》 (영어). Springer. 11–20쪽. ISBN 978-3-319-94310-7.
- Quinn, Sholeh A. (2020). 《Persian Historiography across Empires: The Ottomans, Safavids, and Mughals》 (영어). Cambridge University Press. ISBN 978-1-108-90170-3.
- Raab, Josef; Rinke, Stefan (2019). 〈Introduction: history and society in the Americas from the 16th to the 19th century. The bigger picture〉.   Kaltmeier, Olaf; Raab, Josef; Foley, Mike; Nash, Alice; Rinke, Stefan; Rufer, Mario. 《The Routledge Handbook to the History and Society of the Americas》 (영어). Routledge. 15–33쪽. ISBN 978-1-351-13869-7.
- Ramsay, John G. (2008). 〈Education, History of〉.   Provenzo, Eugene F. 《Encyclopedia of the Social and Cultural Foundations of Education》 (영어). Sage. 283–288쪽. ISBN 978-1-4522-6597-1. 2023년 5월 3일에 확인함.
- Rana, Pradumna B. (2012). 〈Regional Economic Integration in Asia: Historical and Contemporary Perspectives〉.   Rana, Pradumna B. 《Renaissance Of Asia: Evolving Economic Relations Between South Asia And East Asia》 (영어). World Scientific. 13–50쪽. doi:10.1142/9789814366519_0002. ISBN 978-981-4458-19-1.
- Relethford, John H. (2012). 《Human Population Genetics》 (영어). John Wiley & Sons. ISBN 978-0-470-46467-0.
- Renfrew, Colin (2008). 《Prehistory: The Making of the Human Mind》 (영어). Random House. ISBN 978-1-58836-808-9.
- Renier, G. J. (2016). 《History: Its Purpose and Method》 (영어). Routledge. ISBN 978-1-317-24117-1.
- Ritter, Harry (1986). 《Dictionary of Concepts in History》. Greenwood Press. ISBN 978-0-313-22700-4.
- Roberts, J. (1997). 《The Penguin History of Europe》 (영어). Penguin. ISBN 978-0-14-192509-7.
- Samuel, Raphael; Breuilly, John; Clark, J. C. D.; Hopkins, Keith; Cannadine, David (1988). 〈What Is Social History … ?〉.   Gardiner, Juliet. 《What Is History Today … ?》 (영어). Macmillan Education UK. 42–57쪽. doi:10.1007/978-1-349-19161-1_5. ISBN 978-1-349-19161-1.
- Santinello, Giovanni; Piaia, Gregorio (2010년 12월 1일). 《Models of the History of Philosophy: Volume II: From Cartesian Age to Brucker》 (영어). Springer. ISBN 978-90-481-9507-7. 2023년 5월 25일에 확인함.
- Schneider, Claudia (2008). 《The Japanese History Textbook Controversy in East Asian Perspective》. 《The Annals of the American Academy of Political and Social Science》 617. 107–122쪽. doi:10.1177/0002716208314359.
- Shankman, Steven; Durrant, Stephen (2003). 《The Siren and the Sage: Knowledge and Wisdom in Ancient Greece and China》 (영어). Wipf and Stock Publishers. ISBN 978-1-7252-0845-2.
- Sharp, Heather; Dallimore, Jonathon; Bedford, Alison; Kerby, Martin; Goulding, James; Güttner, Darius von; Heath, Treesa Clare; Zarmati, Louise (2021). 《Teaching Secondary History》 (영어). Cambridge University Press. ISBN 978-1-108-96998-7.
- Shillington, Kevin (2018). 《History of Africa》 (영어). Bloomsbury Publishing. ISBN 978-1-137-52481-2.
- Singh, Upinder (2008). 《A History of Ancient and Early Medieval India: From the Stone Age to the 12th Century》 (영어). Pearson Education India. ISBN 978-81-317-1677-9.
- Sitton, Thad; Mehaffy, George L.; Davis, O. L. (2011). 《Oral History: A Guide for Teachers (and Others)》 (영어). University of Texas Press. ISBN 978-0-292-78582-3.
- Southgate, Beverley C. (2005). 《What Is History For?》 (영어). Routledge. ISBN 978-0-415-35098-3.
- Stanford, Michael (1998). 《An Introduction to the Philosophy of History》 (영어). John Wiley & Sons. ISBN 978-0-631-19941-0.
- Stanton, Cathy (2017). 〈Between Pastness and Presentism: Public History and Local Food Activism〉.   Gardner, James B.; Hamilton, Paula. 《The Oxford Handbook of Public History》 (영어). Oxford University Press. 217–238쪽. doi:10.1093/oxfordhb/9780199766024.013.12. ISBN 978-0-19-067378-9.
- Stearns, Peter N. (2001). 《The Encyclopedia of World History: Ancient, Medieval, and Modern, Chronologically Arranged》 (영어). Houghton Mifflin. ISBN 978-0-395-65237-4.
- Stearns, Peter N. (2010). 《World History: The Basics》 (영어). Routledge. ISBN 978-1-136-88817-5.
- Stearns, Peter N. (2021). “Social History”. 《Oxford Bibliographies》 (영어). doi:10.1093/obo/9780199756384-0131. ISBN 978-0-19-975638-4. 2024년 11월 24일에 확인함.
- Stevenson, Angus (2010). 《Oxford Dictionary of English》 (영어). Oxford University Press. ISBN 978-0-19-957112-3.
- Stoddard, Jeremy D. (2018). 〈Learning History Beyond School〉.   Metzger, Scott Alan; Harris, Lauren McArthur. 《The Wiley International Handbook of History Teaching and Learning》 (영어). John Wiley & Sons. 631–656쪽. doi:10.1002/9781119100812.ch24. ISBN 978-1-119-10081-2.
- Storey, William Kelleher (2013). 《Writing History: A Guide for Students》 4판. Oxford University Press. ISBN 978-0-19-983004-6.
- Summerfield, Penny (2019). 《Histories of the Self: Personal Narratives and Historical Practice》. Routledge. ISBN 978-0-429-94529-8.
- Thomson, Alistair (2012). 〈Memory and Remembering in Oral History〉.   Ritchie, Donald A. 《The Oxford Handbook of Oral History》 (영어). Oxford University Press. 77–95쪽. doi:10.1093/oxfordhb/9780195339550.001.0001. ISBN 978-0-19-999636-0.
- Topolski, Y. (2012). 《Methodology of History》 (영어). D. Reidel Publishing Company. ISBN 978-94-010-1123-5.
- Tosh, John (2002). 《The Pursuit of History: Aims, Methods and New Directions in the Study of Modern History》 (영어). Pearson Education. ISBN 978-0-582-77254-0.
- Trevelyan, G. M. (1947). 《Bias in History》. 《History》 32. 1–15쪽. doi:10.1111/j.1468-229X.1947.tb00181.x.
- Tucker, Aviezer (2008). 〈Historiographic Revision and Revisionism〉.   Kopeček, Michal. 《Past in the Making: Historical Revisionism in Central Europe After 1989》. Central European University Press. 1–16쪽. doi:10.1515/9786155211423. ISBN 978-6-155-21142-3.
- Tucker, Aviezer (2011). 〈Introduction〉.   Tucker, Aviezer. 《A Companion to the Philosophy of History and Historiography》 (영어). John Wiley & Sons. 1–6쪽. doi:10.1002/9781444304916.ch1. ISBN 978-1-4443-5152-1.
- Tuniz, Claudio; Vipraio, Patrizia Tiberi (2016). 《Humans: An Unauthorized Biography》 (영어). Springer. doi:10.1007/978-3-319-31021-3. ISBN 978-3-319-31021-3.
- Välimäki, Reima; Aali, Heta (2020). 〈The Ancient Finnish Kings and their Swedish Archenemy: Nationalism, Conspiracy Theories, and Alt-Right Memes in Finnish Online Medievalism〉.   Fugelso, Karl. 《Politics and Medievalism》 (영어) 3. Boydell & Brewer. 55–78쪽. ISBN 978-1-84384-625-3. JSTOR j.ctv24cns6q.
- van Hover, Stephanie; Hicks, David (2018). 〈History Teacher Preparation and Professional Development〉.   Metzger, Scott Alan; Harris, Lauren McArthur. 《The Wiley International Handbook of History Teaching and Learning》 (영어). John Wiley & Sons. 389–418쪽. doi:10.1002/9781119100812.ch15. ISBN 978-1-119-10081-2.
- Van Nieuwenhuyse, Karel (2020). 〈From Knowing the National Past to Doing History〉.   Berg, Christopher W.; Christou, Theodore M. 《The Palgrave Handbook of History and Social Studies Education》 (영어). Springer. 355–386쪽. doi:10.1007/978-3-030-37210-1_14. ISBN 978-3-030-37210-1.
- Vašíček, Zdeněk (2008). 〈Philosophy of History〉.   Tucker, Aviezer. 《A Companion to the Philosophy of History and Historiography》 (영어). John Wiley & Sons. 26–43쪽. doi:10.1002/9781444304916.ch3. ISBN 978-1-4443-0491-6.
- Verene, Donald Phillip (2008년 6월 20일). 《The History of Philosophy: A Reader's Guide》 (영어). Northwestern University Press. ISBN 978-0-8101-5197-0. 2023년 5월 25일에 확인함.
- Veysey, Laurence (1979). 《The 'New' Social History in the Context of American Historical Writing》. 《Reviews in American History》 7. 1–12쪽. doi:10.2307/2700953. JSTOR 2700953.
- Vision, Gerald A. (2023). 《Modern Anti-Realism and Manufactured Truth》 (영어). Taylor & Francis. ISBN 978-1-003-80838-1.
- Watt, D. C.; Adams, Simon; Bullen, Roger; Brauer, Kinley; Iriye, Akira (1988). 〈What Is Diplomatic History … ?〉.   Gardiner, Juliet. 《What Is History Today … ?》 (영어). Macmillan Education UK. 131–142쪽. doi:10.1007/978-1-349-19161-1_12. ISBN 978-1-349-19161-1.
- White, W. George; Millett, Bruce (2019).  Kobayashi, Audrey, 편집. 《International Encyclopedia of Human Geography》 (영어). Elsevier. 419–426쪽. ISBN 978-0-08-102296-2.
- Wiles, Maurice (1978). 《In What Sense is Christianity a 'Historical' Religion?》. 《Theology》 81. 4–14쪽. doi:10.1177/0040571X7808100102.
- Williams, L. Pearce (2024). “History of Science”. 《Encyclopædia Britannica》 (영어). 2024년 11월 24일에 확인함.
- Wineburg, Sam (2018). 《Why Learn History (When It's Already on Your Phone)》 (영어). University of Chicago Press. ISBN 978-0-226-35735-5.
- Wong, R. Bin (2005). 〈Comparative History〉. 《Berkshire Encyclopedia of World History》. Berkshire Publishing. 630–635쪽. ISBN 978-0-9743091-0-1. JSTOR jj.9941129.
- Woolf, Daniel (2019). 《A Concise History of History: Global Historiography from Antiquity to the Present》 (영어). Cambridge University Press. ISBN 978-1-108-42619-0.
- Wragg-Sykes, Rebecca (2016). 〈Threshold 6〉. 《Big History: Our Incredible Journey, from Big Bang to Now》 (영어). Dorling Kindersley. 180–223쪽. ISBN 978-0-241-22590-5. 2024년 5월 4일에 확인함.
- Wright, Edmund, 편집. (2006). 〈Historiography〉. 《A Dictionary of World History》. Oxford University Press. ISBN 978-0-19-280700-7.
- Yapp, M. E.; Bayly, C. A.; Clarence-Smith, Gervase; Abel, Christopher; Johnson, Gordon; Fyfe, Christopher (1988). 〈What Is Third World History … ?〉.   Gardiner, Juliet. 《What Is History Today … ?》 (영어). Macmillan Education UK. 155–167쪽. doi:10.1007/978-1-349-19161-1_14. ISBN 978-1-349-19161-1.
- Yurdusev, A. (2003). 《International Relations and the Philosophy of History: A Civilizational Approach》 (영어). Springer. doi:10.1057/9781403938404. ISBN 978-1-4039-3840-4.
- Zaagsma, Gerben (2023). 《Digital History and the Politics of Digitization》. 《Digital Scholarship in the Humanities》 38. 830–851쪽. doi:10.1093/llc/fqac050.
- Zajda, Joseph (2015). 〈Globalisation and the Politics of Education Reforms: History Education〉. 《Nation-Building and History Education in a Global Culture》 (영어). Springer. 1–14쪽. doi:10.1007/978-94-017-9729-0_1. ISBN 978-94-017-9729-0.
- Zhao, Helen (2023). 《Counterfactual History: Three Worries and Replies》. 《Journal of the Philosophy of History》 17. 9–30쪽. doi:10.1163/18722636-12341487.